# Opel Corsa
Opel Corsa – samochód osobowy klasy miejskiej produkowany pod niemiecką marką Opel od 1982 roku. Od 2019 roku produkowana jest szósta generacja modelu.

## Pierwsza generacja

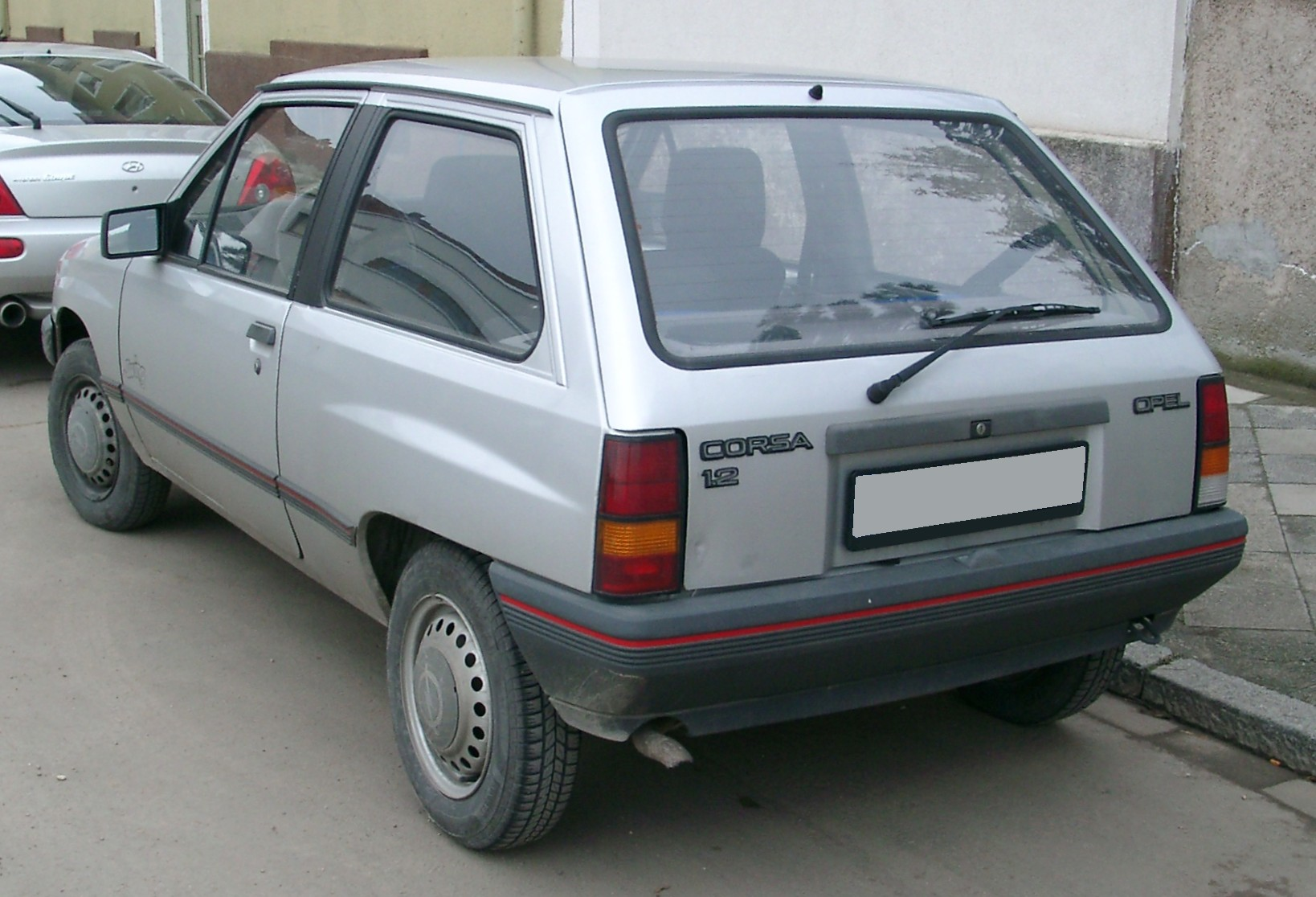
Opel Corsa A – tył

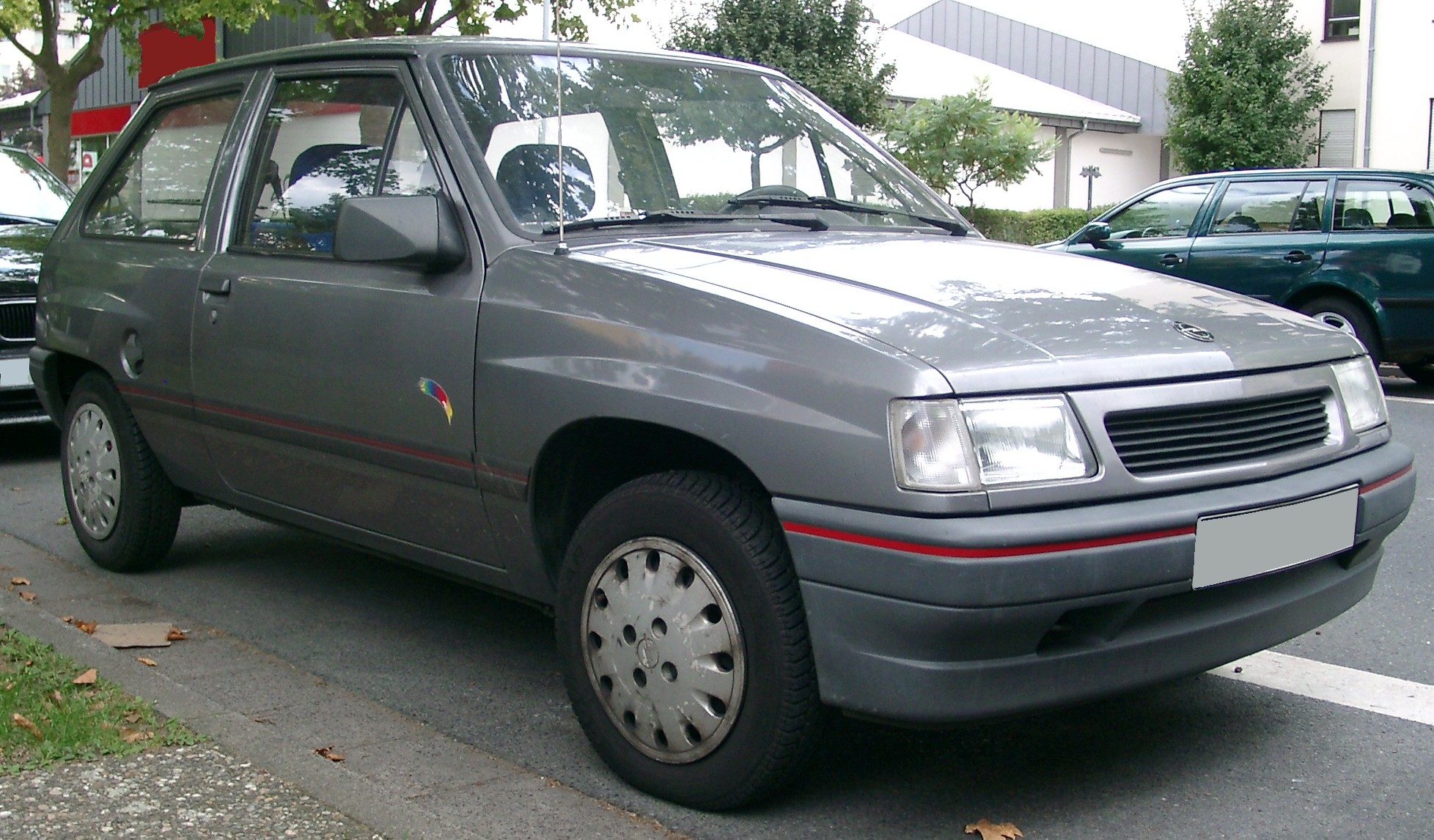
Opel Corsa A po liftingu

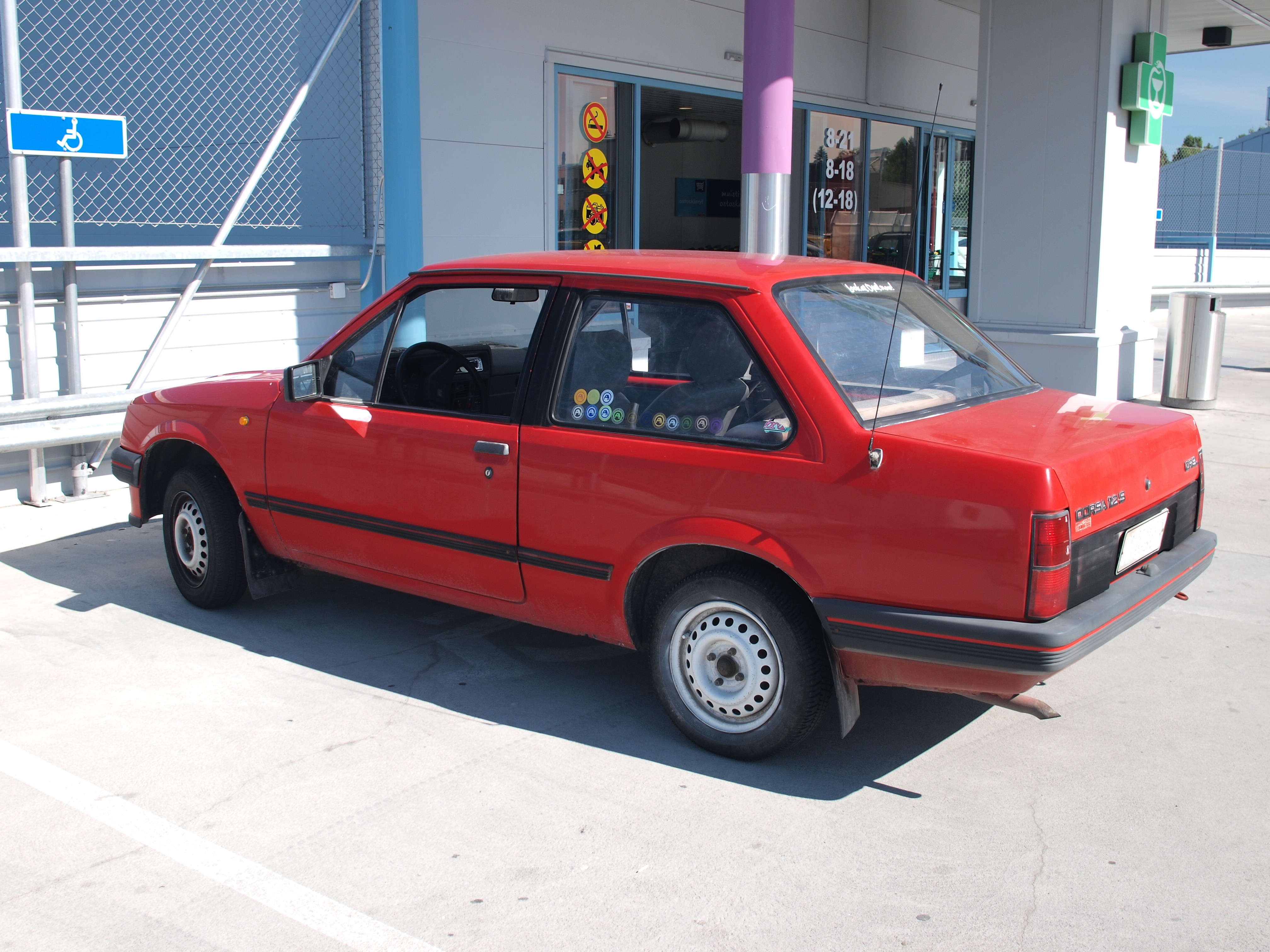
Opel Corsa A Sedan

Opel Corsa I został po raz pierwszy zaprezentowany w 1983 roku. Produkcja pojazdu trwała od 5 listopada 1982 roku do 1993 roku.
Firmy z branży motoryzacyjnej sukcesy finansowe uzyskują wtedy, kiedy oferują dużą gamę modeli i ich odmian. Kierując się taką zasadą niemiecka firma Adam Opel AG postanowiła rozszerzyć swoją gamę wytwarzanych pojazdów. Zdecydowano, że będzie to najmniejszy pojazd z dotychczas wytwarzanych. Decyzja ta poprzedzona została badaniami rynku, dzięki którym okazało się, że w Europie poza RFN wzrastało zainteresowanie małymi samochodami. Pod koniec lat siedemdziesiątych w RFN 12% nowych samochodów należało do niższej klasy lub do klasy o czterometrowej długości nadwozia, we Włoszech, Francji, i w Hiszpanii udział tych pojazdów wzrastał aż do 43%. Wewnętrzny rynek RFN był nasycony samochodami. Szukając nowych rynków zbytu wielkie nadzieje wiązano z Hiszpanią, która należała do krajów o najszybciej rozwijającej się motoryzacji. W Hiszpanii obowiązywała jednak zasada, że otwiera ona granice tylko tym dostawcom, którzy na jej terytorium prowadzą produkcję. Opel musiał spełnić ten warunek, jeśli chciał sprzedawać swoje samochody za Pirenejami. Pod koniec lat siedemdziesiątych zdecydowano się na budowę w Hiszpanii nowego zakładu produkcyjnego. Kosztem około 2 miliardów marek powstała w Saragossie, oddalonej o około 150 km od granicy Francuskiej, bardzo nowoczesna fabryka o wysokim stopniu automatyzacji procesów technologicznych.
Myśl zbudowania małego samochodu powstała u Opla dość dawno. W 1969 roku pojawiły się pierwsze projekty, a wśród nich także koncepcja samochodu z przednim układem napędowym. Jednak wówczas dział rozwoju firmy miał pilniejsze zadania – modernizowano aktualnie wytwarzane auta, a koncepcję zbudowania wozu z przednim napędem zrealizowano 10 lat później, ale w nieco większym samochodzie – Oplu Kadecie. Prace nad małym Oplem ruszyły szybko dopiero pod koniec lat siedemdziesiątych. Prototyp samochodu z serii informacyjnej i inne samochody wyposażone w nowe podzespoły przejechały podczas prób na poligonie General Motors w Duddenhofen i na szosach wielu krajów 2,5 mln km, a na stanowiskach kontrolnych sprawdzono ponad 150 silników, który łączny okres pracy odpowiadał 2 mln km przebiegu. Podczas opracowywania nadwozia, a także nowe, własne metody prób wytrzymałościowych wykonywanych z modelem 1:2. Próby te umożliwiły optymalizację nadwozia pod względem bezpieczeństwa, jeszcze przed dokonaniem pierwszego prototypu.
Oficjalne uruchomienie produkcji samochodu odbyło się 5 listopada 1982 roku. Tego dnia król Hiszpanii Juan Carlos I zasiadł za kierownicą Corsy wyjeżdżając z hali fabrycznej zakładów w Saragossie. Podjęto produkcję dwóch podstawowych odmian nadwozia: Corsa – z nadwoziem typu hatchback oraz Corsa TR- z klasycznym trójbryłowym nadwoziem. Krótko po wyżej wymienionych odmianach powstała trzecia o cechach sportowych – Corsa SR (GT). Samochód ten miał m.in. pod przednim zderzakiem inny spojler, owiewki aerodynamiczne przy ścianie tylnej i lepsze wartości dynamiczne oraz został wyposażony w silnik 1300S i legitymował się mocą 69 KM. Rzadkością był wariant specjalny Corsy 1300S (Sprint) zmodyfikowany przez firmę Irmscher. Różniła się ona między innymi zasilaniem wtryskowym co podniosło moc do 80 KM. Była to wersja homologowana do rajdowej A grupy. Zewnętrzne powierzchnie nadwozia małych Opli były gładkie, bez głębokich wytłoczeń -było to korzystne z uwagi na zmniejszenie oporów powietrza. Przeprowadzone pomiary w tunelu badawczym włoskiej firmy Pininfarina wykazały, że Corsa TR miała współczynnik Cx=0,38, a typ Corsa HB 0,36.
Produkowano różne wersje silnikowe od 1.0 do 1.6 dm³. Najmocniejszą wersję określano mianem GSI. W 1990 roku samochód został poddany liftingowi, zmieniono deskę rozdzielczą na bardziej obłą oraz zderzaki.
W 1992 roku uruchomiono montaż modelu Corsa A w Eisenach na terenie byłej NRD, w pobliżu dawnych zakładów VEB Automobilwerk Eisenach produkujących samochody Wartburg.

## Druga generacja

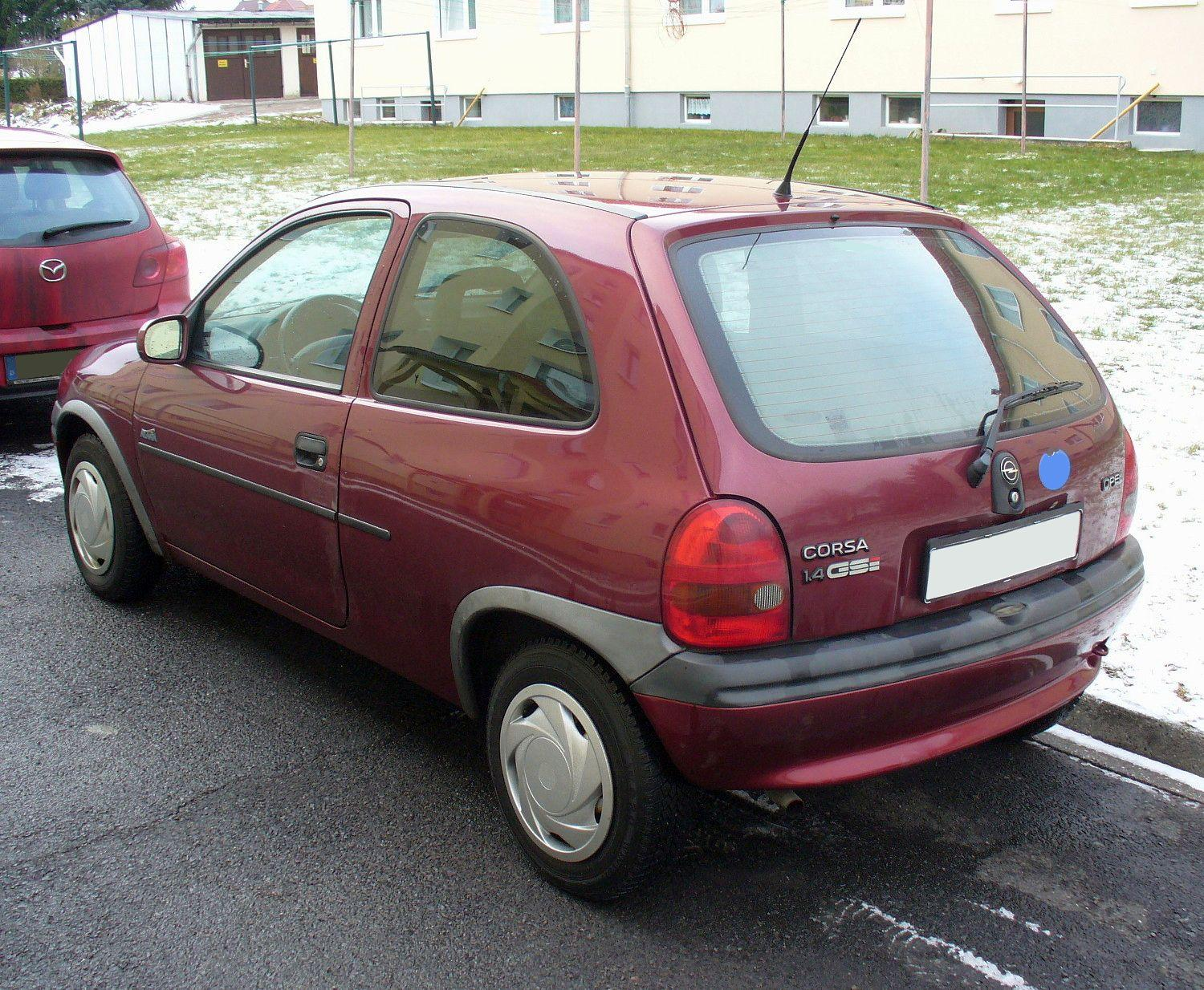
Opel Corsa B – tył

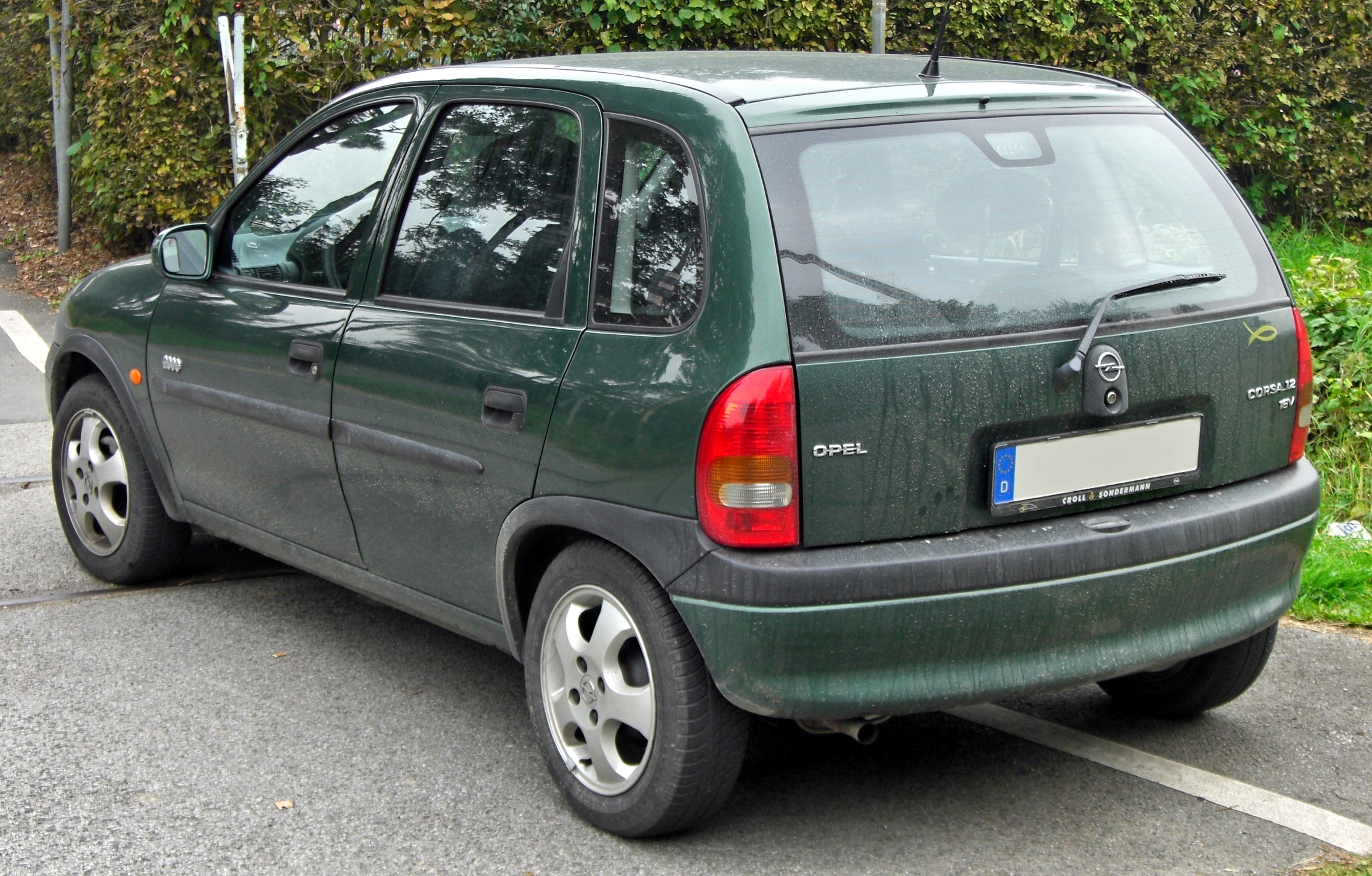
Opel Corsa B w wersji pięciodrzwiowej

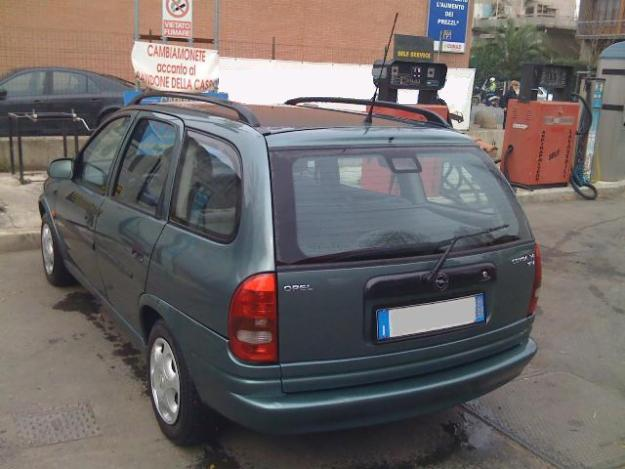
Opel Corsa B Caravan

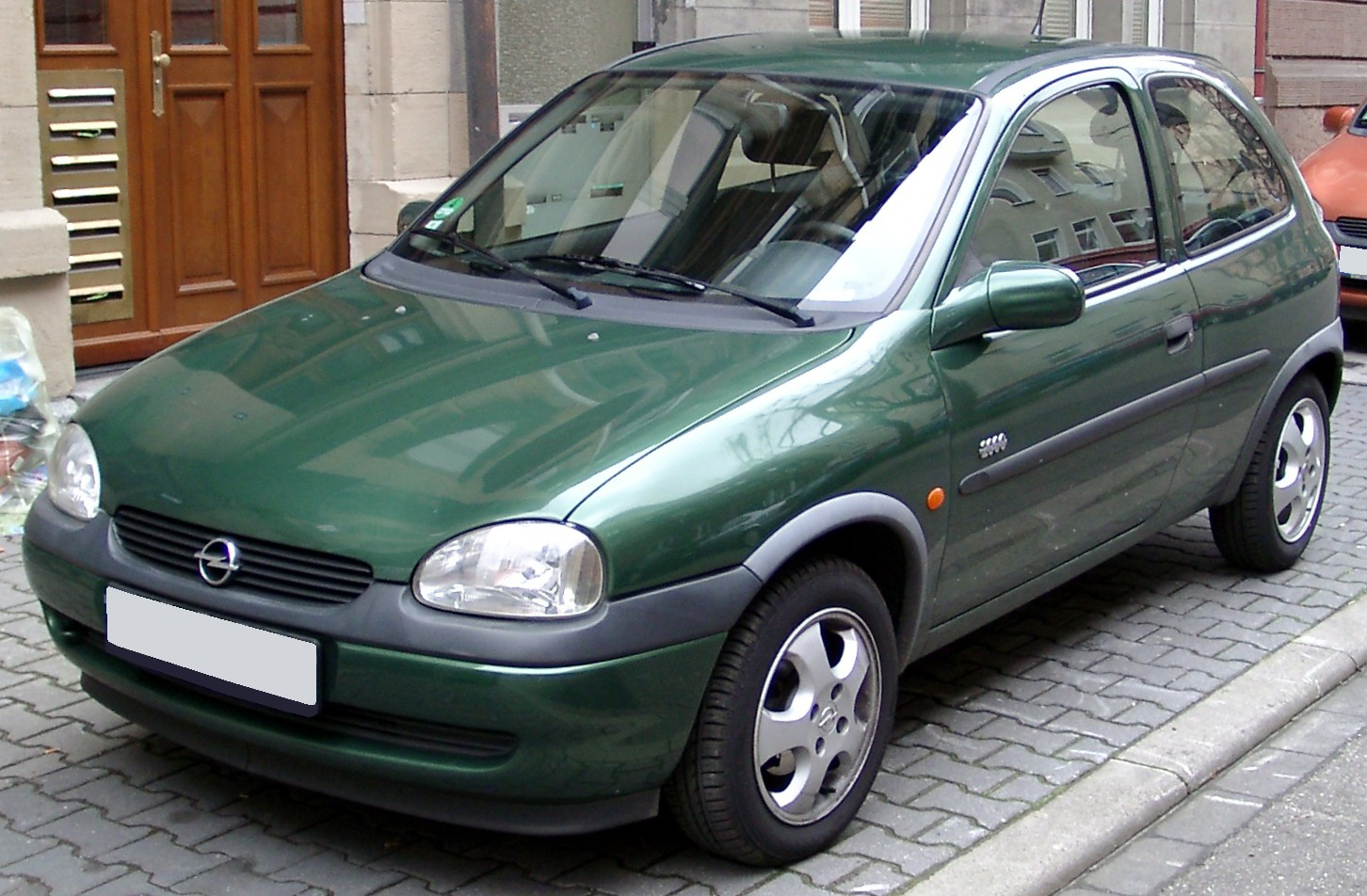
Opel Corsa B po liftingu

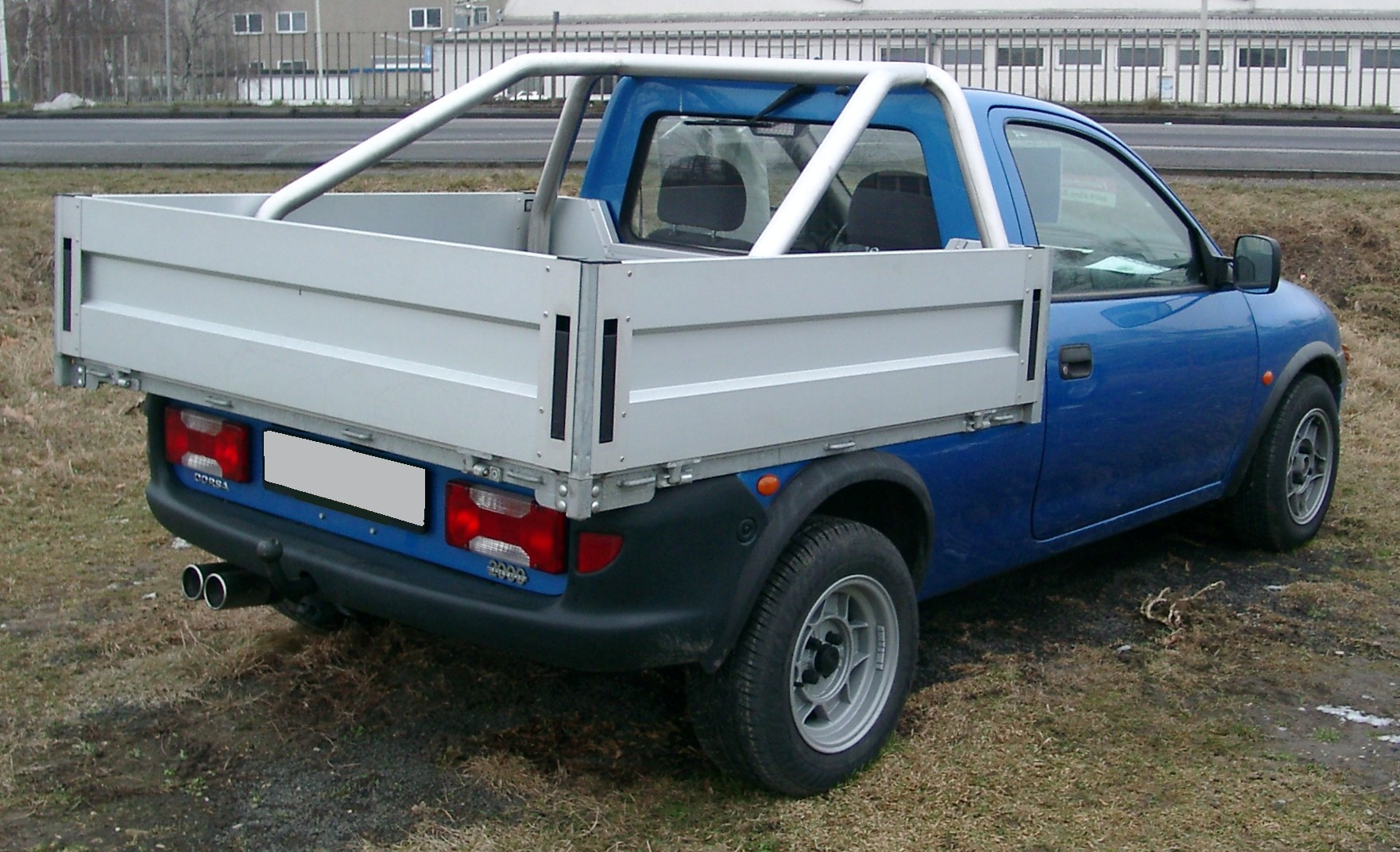
Opel Corsa B Pickup

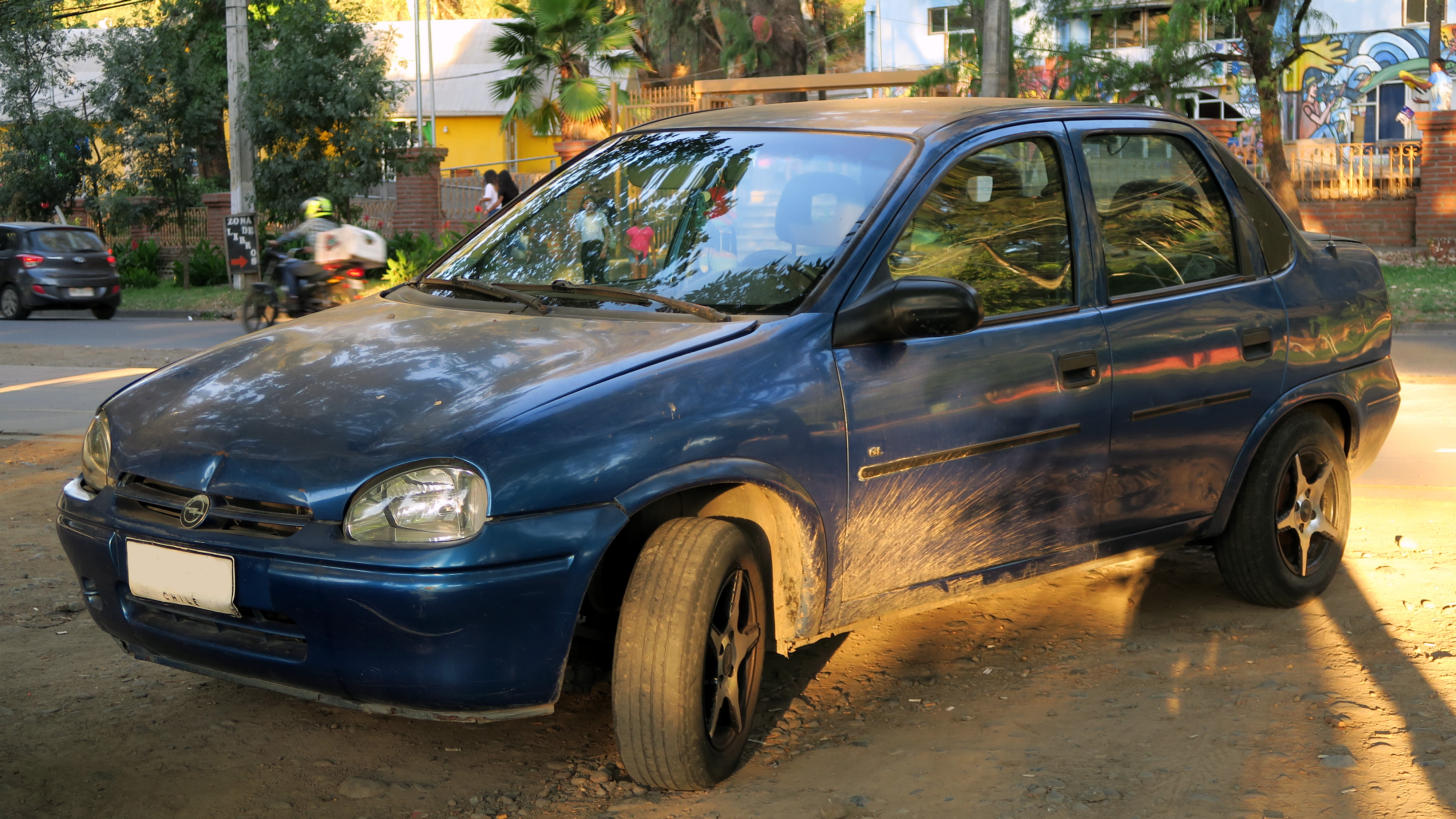
Opel Corsa B Sedan

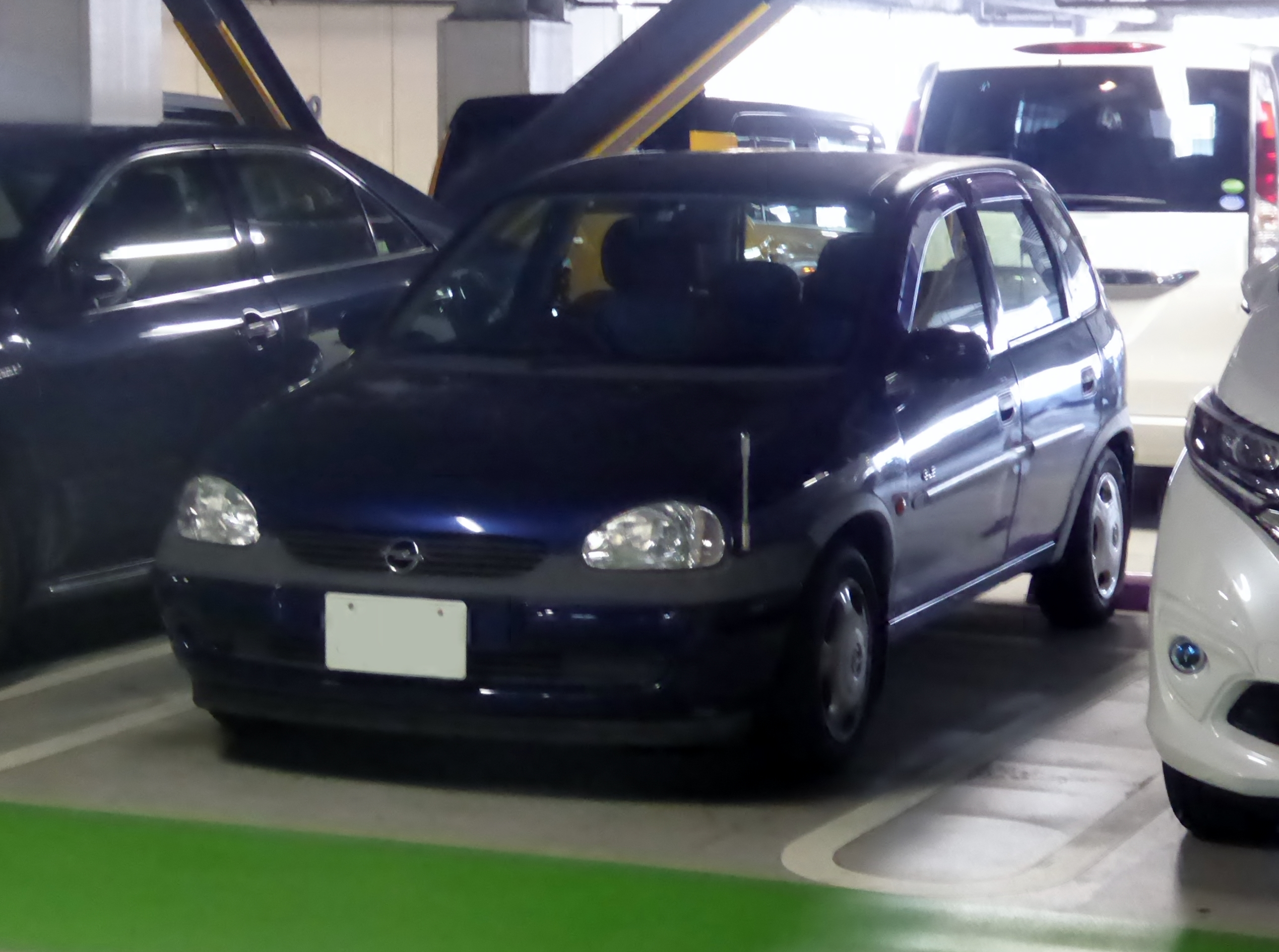
Japoński Opel Vita

Opel Corsa II został po raz pierwszy zaprezentowany podczas targów motoryzacyjnych w Genewie w 1993 roku.
Za projekt nadwozia odpowiadał japoński projektant Hideo Kodama. W przeciwieństwie do poprzednika, w Europie auto było oferowane jedynie wersji trzy i pięciodrzwiowego hatchbacka (jedynie we Włoszech dostępna była wersja kombi). Na rynkach pozaeuropejskich Corsa była sprzedawana pod różnymi nazwami w następujących wersjach nadwoziowych: 4-drzwiowy sedan, 5-drzwiowe kombi, 2-drzwiowy pick-up i 2 -drzwiowych kabriolet.
Samochód ma charakterystyczny, obły kształt karoserii, którego pierwowzorem był przedstawiony w 1983 roku model koncepcyjny Opel Junior. W większości wersji nadkola, zderzaki i osłony lusterek zostały wykonane z tworzywa syntetycznego. Początkowo Corsę B oferowano wyłącznie z silnikami benzynowymi 1.2 i 1.4 oraz Diesla 1.5. Gamę motorów stopniowo uzupełniano o kolejne jednostki. Wyposażenie standardowe uchodziło za dość bogate, jak na auto należące do segmentu B. Seryjnie montowano bowiem napinacze pasów bezpieczeństwa oraz poduszkę powietrzną kierowcy (od 1994 roku).
Opel oferował dwie usportowione odmiany – Corsa Sport z silnikiem 1.4 o mocy 82 koni mechanicznych (potem 90) oraz Corsa GSi z motorem 1.6, dysponującym mocą 106 koni mechanicznych (początkowo 109). Oba warianty występowały wyłącznie z 3-drzwiową wersją nadwoziową.
W 1997 roku przeprowadzono delikatny facelifting modelu. Dotyczył on głównie kwestii kosmetycznych – nowe, szersze listwy boczne, inne wzory kołpaków czy wprowadzenie bocznych kierunkowskazów. Ponadto zastosowano unowocześniona gałkę zmiany biegów i trójramienną kierownicę. W tym samym roku Corsę poddano testom zderzeniowym EuroNCAP, w których uzyskała wynik 2 gwiazdek za ochronę dorosłych i 1 gwiazdkę za ochronę pieszych. Trzy lata później auto zdobyło noty o wyższe o jedną gwiazdkę w obu kategoriach.
Na płycie podłogowej Corsy (GM4200) powstało sportowe coupe – Tigra oraz kombivan – Combo.

### Silniki
| Silniki Benzynowe                      | Silniki Benzynowe | Silniki Benzynowe | Silniki Benzynowe | Silniki Benzynowe | Silniki Benzynowe | Silniki Benzynowe | Silniki Benzynowe | Silniki Benzynowe | Silniki Benzynowe   | Silniki Benzynowe   |
| -------------------------------------- | ----------------- | ----------------- | ----------------- | ----------------- | ----------------- | ----------------- | ----------------- | ----------------- | ------------------- | ------------------- |
| Parametr                               | Jednostki         | Jednostki         | Jednostki         | Jednostki         | Jednostki         | Jednostki         | Jednostki         | Jednostki         | Jednostki           | Jednostki           |
| Nazwa                                  | 1.0 12V(X10XE)    | 1.2 8V(C12NZ)     | 1.2 8V(X12SZ)     | 1.2 16V(X12XE)    | 1.4 8V(C14NZ)     | 1.4 8V(C14SE)     | 1.4 8V(X14SZ)     | 1.4 16V(X14XE)    | 1.6 16V(C16XE)(GSi) | 1.6 16V(X16XE)(GSi) |
| Typ silnika                            | DOHC              | OHC               | OHC               | DOHC              | OHC               | OHC               | OHC               | DOHC              | DOHC                | DOHC                |
| Pojemność silnika (cm³)                | 973               | 1196              | 1196              | 1199              | 1389              | 1389              | 1389              | 1389              | 1598                | 1598                |
| Moc (KW(KM) przy obr. na min)          | 40(54)/5600       | 33(45)/5000       | 33(45)/4600       | 48(65)/6000       | 44(60)/5200       | 60(82)/5800       | 44(60)/5400       | 66(90)/6000       | 80(109)/6000        | 78(106)/6000        |
| Moment obrotowy (Nm przy obr. na min)  | 82/2800           | 88/2400           | 88/2800           | 110/4000          | 103/2800          | 114/3400          | 106/3000          | 125/4000          | 150/3800            | 148/4000            |
| Paliwo                                 | Eurosuper 95      | Eurosuper 95      | Eurosuper 95      | Eurosuper 95      | Eurosuper 95      | Eurosuper 95      | Eurosuper 95      | Eurosuper 95      | Eurosuper 95        |                     |
| Prędkość maksymalna (km/h)             | 150               | 145               | 145               | 163               | 155               | 173               | 155               | 180               | 195                 | 192                 |
| Przyspieszenie 0-100km/h (w sekundach) | 18,0              | 20,0              | 20,0              | 14,0              | 15,0              | 12,5              | 15,0              | 11,0              | 9,5                 | 10,5                |
| Czas produkcji                         | 04.1997 – 08.2000 | 04.1993 – 07.1994 | 07.1994 – 01.1998 | 07.1998 – 08.2000 | 04.1993 – 02.1996 | 04.1993 – 02.1996 | 03.1996 – 08.1998 | 07.1994 – 08.2000 | 04.1993 – 07.1994   | 07.1994 – 08.2000   |

| Silniki Diesla                         | Silniki Diesla      | Silniki Diesla         | Silniki Diesla      | Silniki Diesla      |
| -------------------------------------- | ------------------- | ---------------------- | ------------------- | ------------------- |
| Parametr                               | Jednostki           | Jednostki              | Jednostki           | Jednostki           |
| Nazwa                                  | 1.5D(X15D lub 4EC1) | 1.5TD(X15DT lub T4EC1) | 1.7D(X17D lub 4EE1) | 1.7D(X17D lub 4EE1) |
| Typ silnika                            | OHC                 | OHC                    | OHC                 | OHC                 |
| Pojemność silnika (cm³)                | 1488                | 1488                   | 1686                | 1686                |
| Moc (KW(KM) przy obr. na min)          | 37(50)/4800         | 49(67)/4600            | 44(60)/4500         | 44(60)/4000         |
| Moment obrotowy (Nm przy obr. na min)  | 90/2400             | 132/2600               | 108/2600            | 112/2650            |
| Paliwo                                 | Olej napędowy       | Olej napędowy          | Olej napędowy       | Olej napędowy       |
| Prędkość maksymalna (km/h)             | 150                 | 165                    | 155                 | 155                 |
| Przyspieszenie 0-100km/h (w sekundach) | 19,5                | 14,5                   | 18,5                | 16,5                |
| Czas produkcji                         | 04.1993 – 04.1996   | 04.1993 – 08.2000      | 08.1993 – 03.1996   | 03.1996 – 08.2000   |

### Wersje wyposażeniowe na rynek europejski
1. Affaires(-12.99)
2. Auto(01.96-)
3. Auto Joy(-01.95)
4. Auto Viva(-01.96)
5. CDX(-02.99)
6. CDX Auto(01.96-)
7. City(-01.00)
8. Eco(01.96-)
9. GLS(-03.96)
10. GSI(-07.95)
11. Century(-12.99)
12. Century Auto.(-12.99)
13. Cool Line(-01.98)
14. Coupe du Monde(-12.98)
15. Edition 2000(01.00-)
16. Edition 2000 Auto(01.00-)
17. Jimmy(04.00-)
18. Joy(-01.95)
19. Navajo 1(-01.98)
20. Navajo 2(-07.98)
21. Sioux(-04.99)
22. Sport(-12.99)
23. Top(-01.00)
24. Top2(01.00-)
25. Viva(-12.99)
26. Viva Sport(01.96-)

Najbogatsze:
-Vogue
-Advantage
-Executive(02.99-)
Pozostałe:
Atlanta, Coiffeur, Cappuccino, Edition 100, Edition 100 Cool, Family, Grand Slam, Snow, Special, Swing, Trio, Twen, Twist, Webc@r, World Cup, World Cup Cool, Young

### Rynki pozaeuropejskie

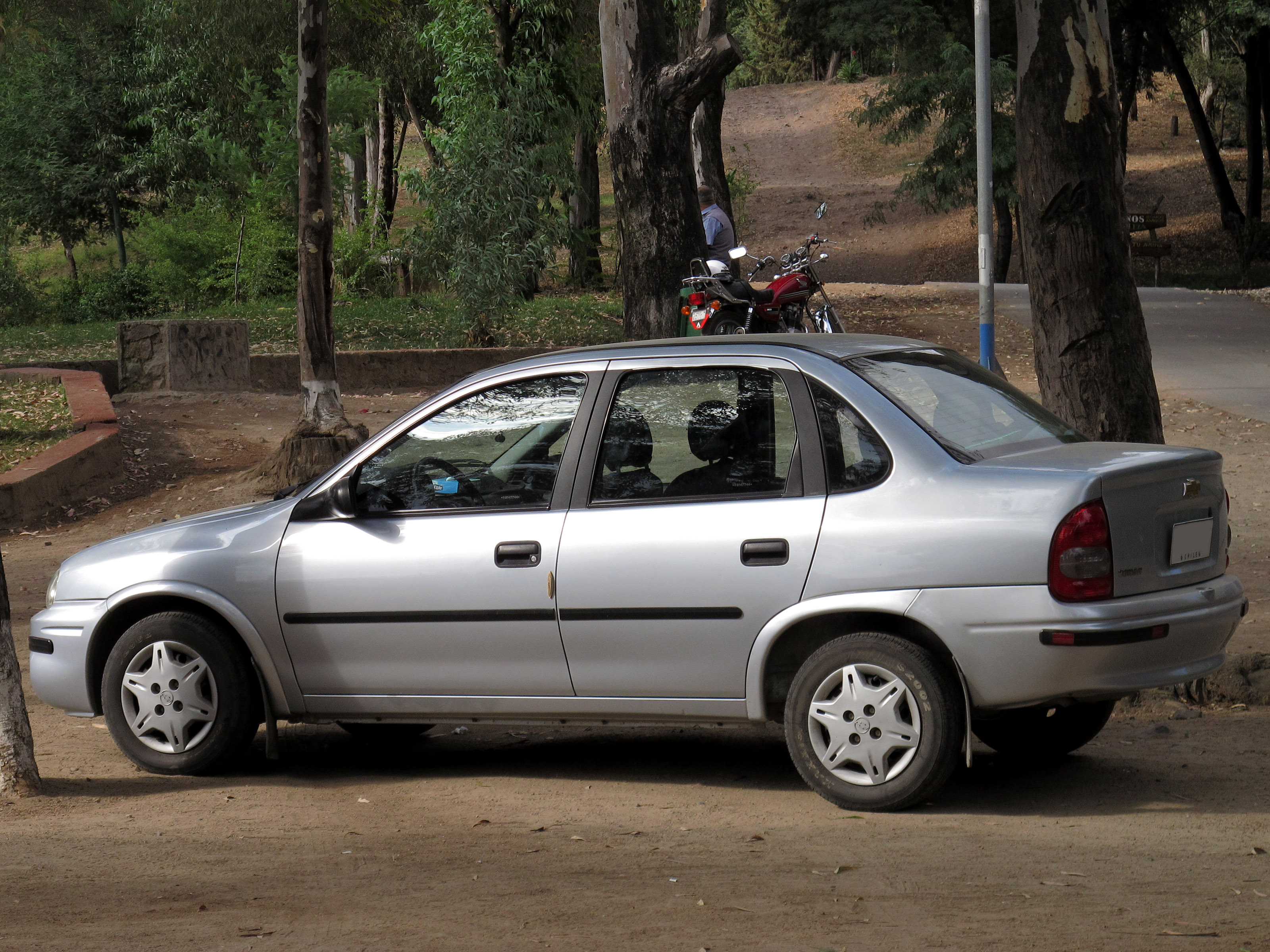
Chevrolet Corsa w wersji sedan

Opel Corsa B był produkowany także poza Europą. W Republice Południowej Afryki sprzedawano wersję sprzed faceliftingu jako Corsa Lite, natomiast w Indiach model po modernizacji oferowano pod nazwami Corsa Sail (sedan), Corsa Joy (hatchback) i Corsa Swing (kombi). Na rynku japońskim nazwa Corsa musiała zostać zmieniona na Vita, ze względu na wcześniejsze zastrzeżenie jej przez koncern Toyota. W Ameryce Południowej model ten sprzedawano pod marką Chevrolet jako: Chevrolet Corsa, Chevrolet Chevy, Chevrolet Classic. Do 2005 roku w Australii i Nowej Zelandii była sprzedana jako Holden Barina, a w latach 2001 – 2005 na rynku chińskim pod nazwą Buick Sail.

## Trzecia generacja

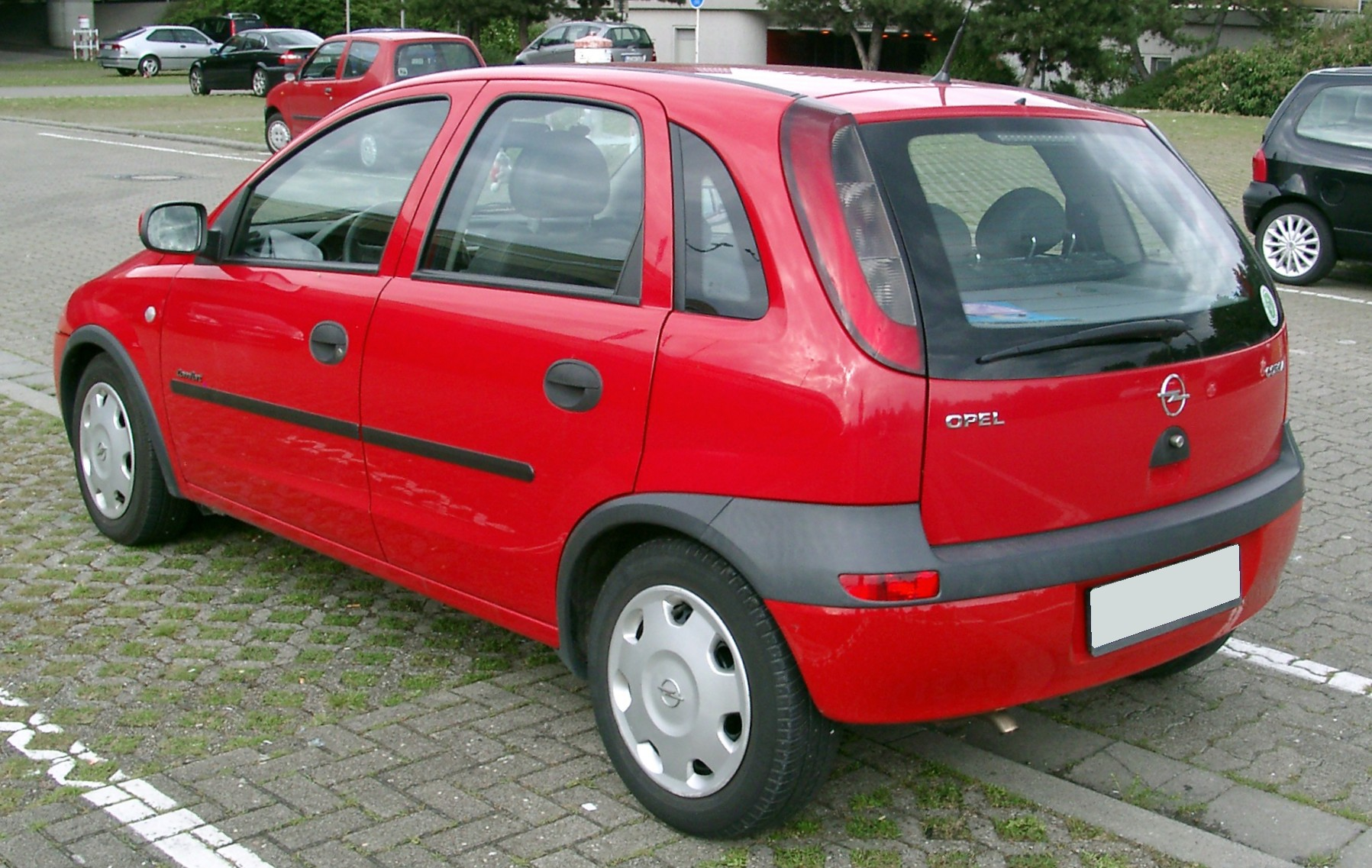
Opel Corsa C – tył

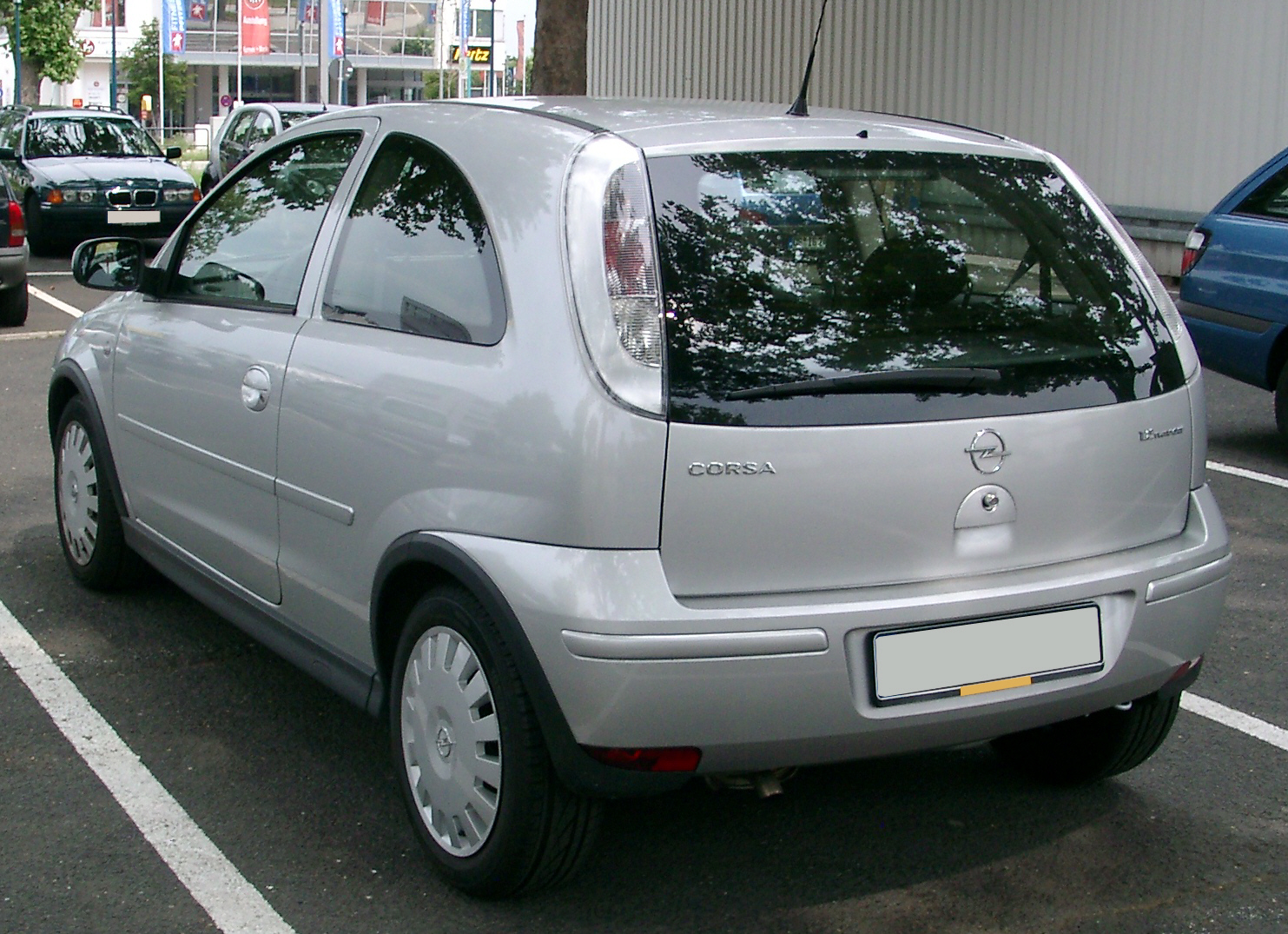
Opel Corsa C – wersja trzydrzwiowa

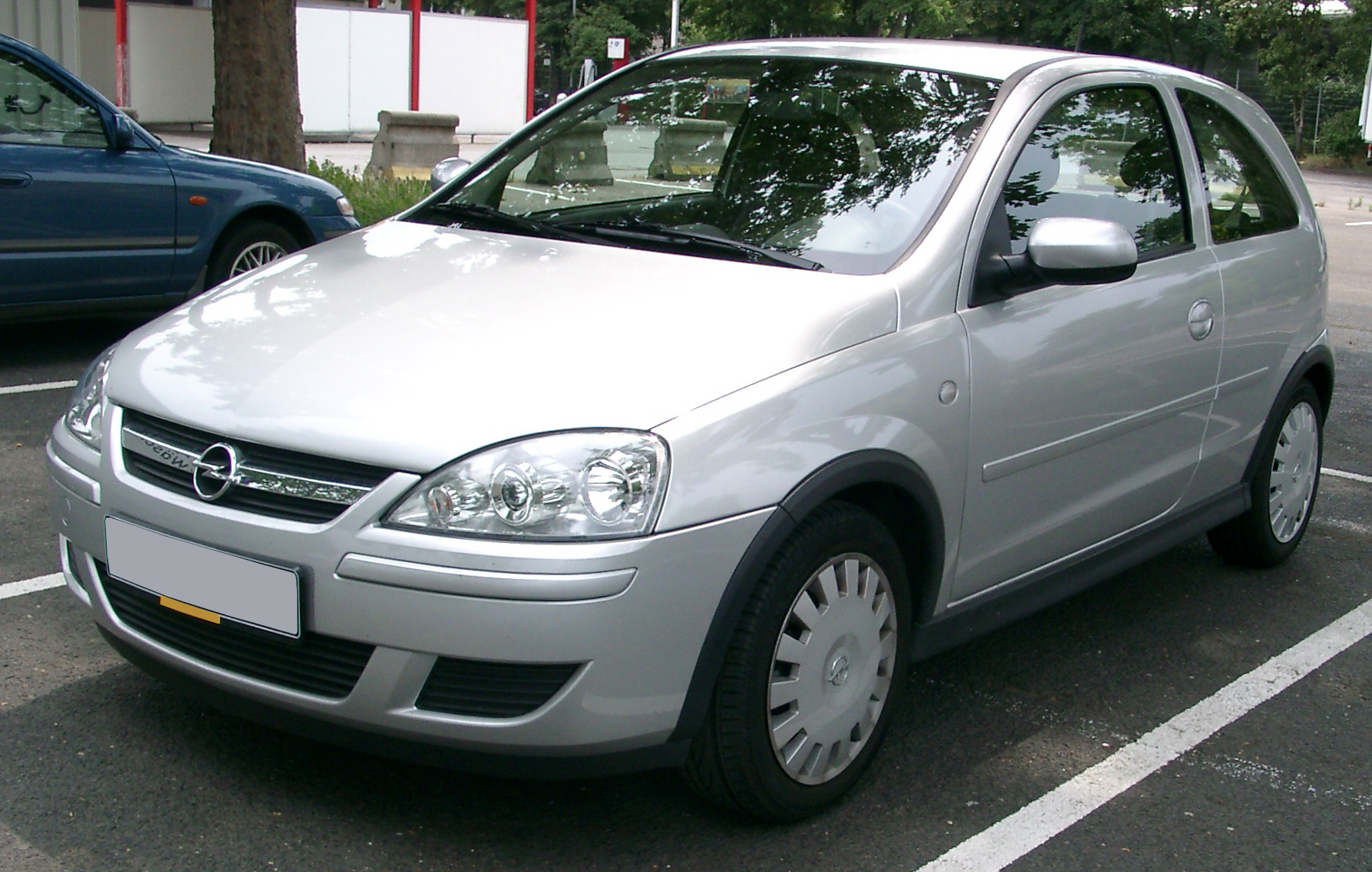
Opel Corsa C po liftingu

Opel Corsa III został po raz pierwszy zaprezentowany w 1999 roku, a w kolejnym roku trafił do seryjnej produkcji. Był to pierwszy pojazd koncernu General Motors zbudowany na nowej płycie podłogowej Gamma, której w następnych latach użyto do stworzenia innych modeli pod marką Opel i Chevrolet. Jedyną wersją nadwoziową dostępną w Europie był hatchback w wariantach trzy- i pięciodrzwiowym.
W 2002 roku przeprowadzono delikatną modernizację modelu, która polegała na wprowadzeniu chromowanych wykończeń atrapy chłodnicy oraz innych drobnych zmianach wizualnych, np. nieco zmienione zderzaki oraz elementy wnętrza. Pierwszego, dużego faceliftingu dokonano w 2003 roku. Polegał on na wprowadzeniu nowych zderzaków oraz modyfikacji tylnych lamp. Ponadto odświeżono gamę silnikową. Produkcję Corsy C w Europie zakończono w październiku 2006.

### Bezpieczeństwo
Corsa C uzyskała czterogwiazdkową, w pięciogwiazdkowej skali, notę w teście przeprowadzonym przez niezależny Europejski Program Oceny Nowych Samochodów Euro NCAP.

### Wersje wyposażeniowe
- Base
- Eco
- Comfort
- Enjoy
- Cosmo
- Sport
- GSi
- Elegance
- Silverline
- Viva
- 100

Standardowe wyposażenie podstawowej wersji modelu Corsa obejmuje m.in. poduszkę powietrzną kierowcy, ABS, pirotechniczne napinacze pasów bezpieczeństwa, światła asekuracyjne z funkcją "follow me home", immobiliser oraz instalację radiową.
Za dopłatą auto wyposażyć można było m.in. przednie i boczne poduszki powietrzne, kurtyny powietrzne, tempomat, kierownicę wielofunkcyjną, czujniki parkowania, komputer pokładowy, podgrzewane przednie fotele, regulacje wysokości fotela kierowcy, radio z CD, klimatyzację, elektryczne wspomaganie układu kierowniczego, reflektory ksenonowe, światła przeciwmgłowe, przednią szybę odbijającą promienie słoneczne, czujniki deszczu, elektryczne sterowanie szyb, elektryczne sterowanie lusterek, centralny zamek z pilotem, ESP, automatyczną skrzynię biegów oraz aktywne zagłówki przednich foteli.

### Silniki
Silniki benzynowe o pojemności 1.0, 1.2 i 1.4 litra pochodzą z poprzedniej wersji i uległy niewielkim modernizacjom. Natomiast silnik Diesla o pojemności 1.3 litra był zupełnie nową konstrukcją opracowaną wspólnie z koncernem FIAT. Ta wysokoprężna jednostka była produkowana wyłącznie w polskiej fabryce FIATA w Bielsku-Białej.
| Parametr                                     | Silnik              | Silnik       | Silnik              | Silnik              | Silnik       | Silnik          | Silnik        | Silnik        | Silnik        |
| -------------------------------------------- | ------------------- | ------------ | ------------------- | ------------------- | ------------ | --------------- | ------------- | ------------- | ------------- |
| Nazwa                                        | 1.0 TWINPORT ECOTEC | 1.2 ECOTEC   | 1.2 TWINPORT ECOTEC | 1.4 TWINPORT ECOTEC | 1.8 ECOTEC   | 1.3 CDTI ECOTEC | 1.7 DI        | 1.7 DTI       | 1.7 CDTI      |
| Typ silnika                                  | DOHC                | DOHC         | DOHC                | DOHC                | DOHC         | DOHC            | DOHC          | DOHC          | DOHC          |
| Pojemność silnika (cm³)                      | 998                 | 1199         | 1229                | 1364                | 1796         | 1248            | 1686          | 1686          | 1686          |
| Moc (KM przy obr. na min)                    | 60/5600             | 75/5600      | 80/5600             | 90/5600             | 125/6000     | 70/4000         | 65/4400       | 75/4400       | 100/4400      |
| Moment obrotowy (Nm przy obr. na min)        | 88/3800             | 110/4000     | 110/4000            | 125/4000            | 165/4600     | 170/1750-2500   | 130/2000-3000 | 165/1800-3000 | 240/2300      |
| Paliwo                                       | Eurosuper 95        | Eurosuper 95 | Eurosuper 95        | Eurosuper 95        | Eurosuper 95 | Olej napędowy   | Olej napędowy | Olej napędowy | Olej napędowy |
| Prędkość maksymalna (km/h)                   | 156                 | 170          | 175                 | 179                 | 202          | 165             | 162           | 170           | 188           |
| Przyspieszenie 0-100km/h (w sekundach)       | 16,0                | 13,0         | 12,5                | 11,5                | 9,0          | 14,5            | 14,5          | 13,5          | 11,5          |
| Zużycie paliwa w mieście (l/100 km)          | 6,9 – 7,1           | 7,9 – 8,1    | 7,8 – 8,0           | 7,9 – 8,1           | 10,8 – 11,0  | 5,6 – 5,8       | 5,6 – 5,8     | 5,6 – 5,8     | 6,4           |
| Zużycie paliwa na trasie (l/100 km)          | 4,4 – 4,6           | 4,7 – 4,9    | 4,6 – 4,8           | 4,7 – 4,9           | 5,6 – 5,8    | 3,7 – 3,9       | 3,9 – 4,1     | 3,9 – 4,1     | 3,9           |
| Zużycie paliwa w trybie mieszanym (l/100 km) | 5,3 – 5,5           | 5,9 – 6,0    | 5,8 – 6,0           | 5,9 – 6,1           | 7,5 – 7,7    | 4,4 – 4,6       | 4,5 – 4,7     | 4,5 – 4,7     | 4,8           |
| emisja CO2 (g/km)                            | 127 – 132           | 139 – 144    | 139 – 144           | 142 – 146           | 179 – 185    | 119 – 124       | 110 – 155     | 110 – 155     | 130           |

### Rynki pozaeuropejskie
W Ameryce Południowej, RPA i Azji Corsa C była sprzedawana pod marką Chevrolet. Poza hatchbackiem w ofercie pojawiła się również wersja z nadwoziem typu sedan, a w Brazylii również pickup o nazwie Montana. Wariant przeznaczony na rynek australijski – Holden Barina w topowej wersji SRi wyposażany był w 1.8l silnik pochodzący z modelu Astra.

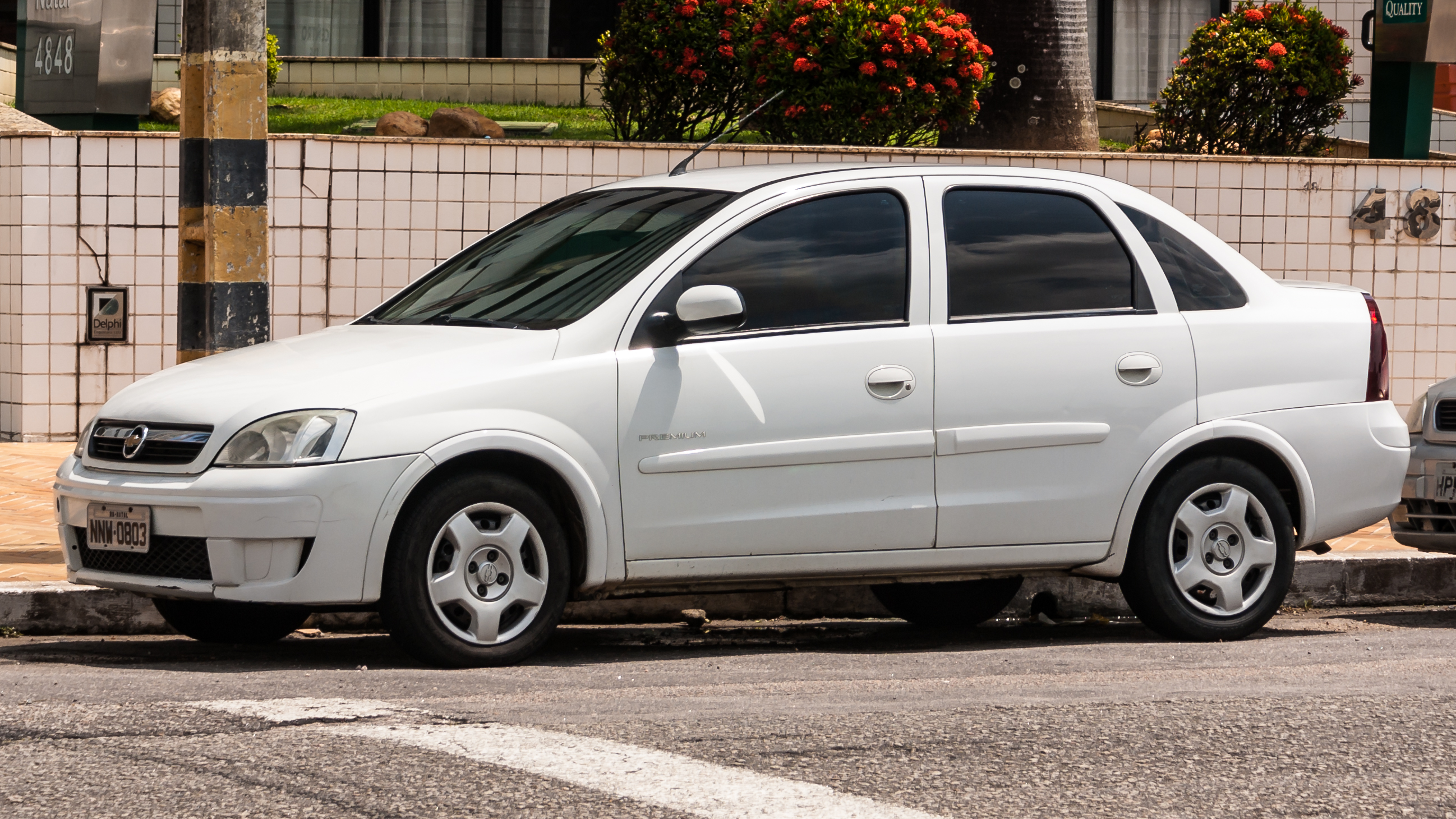
Chevrolet Corsa (przód)
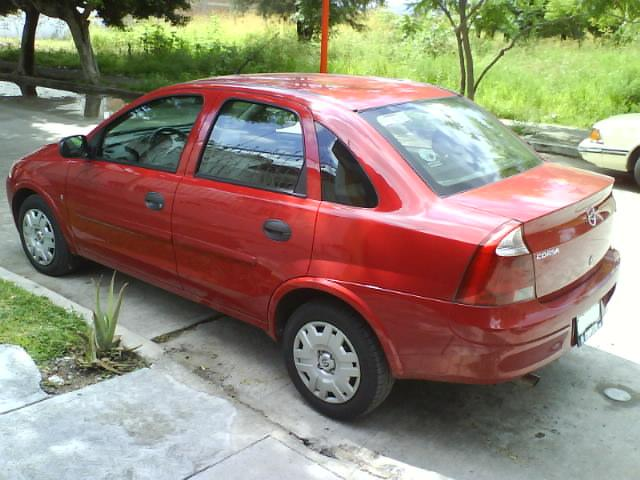
Chevrolet Corsa (tył)
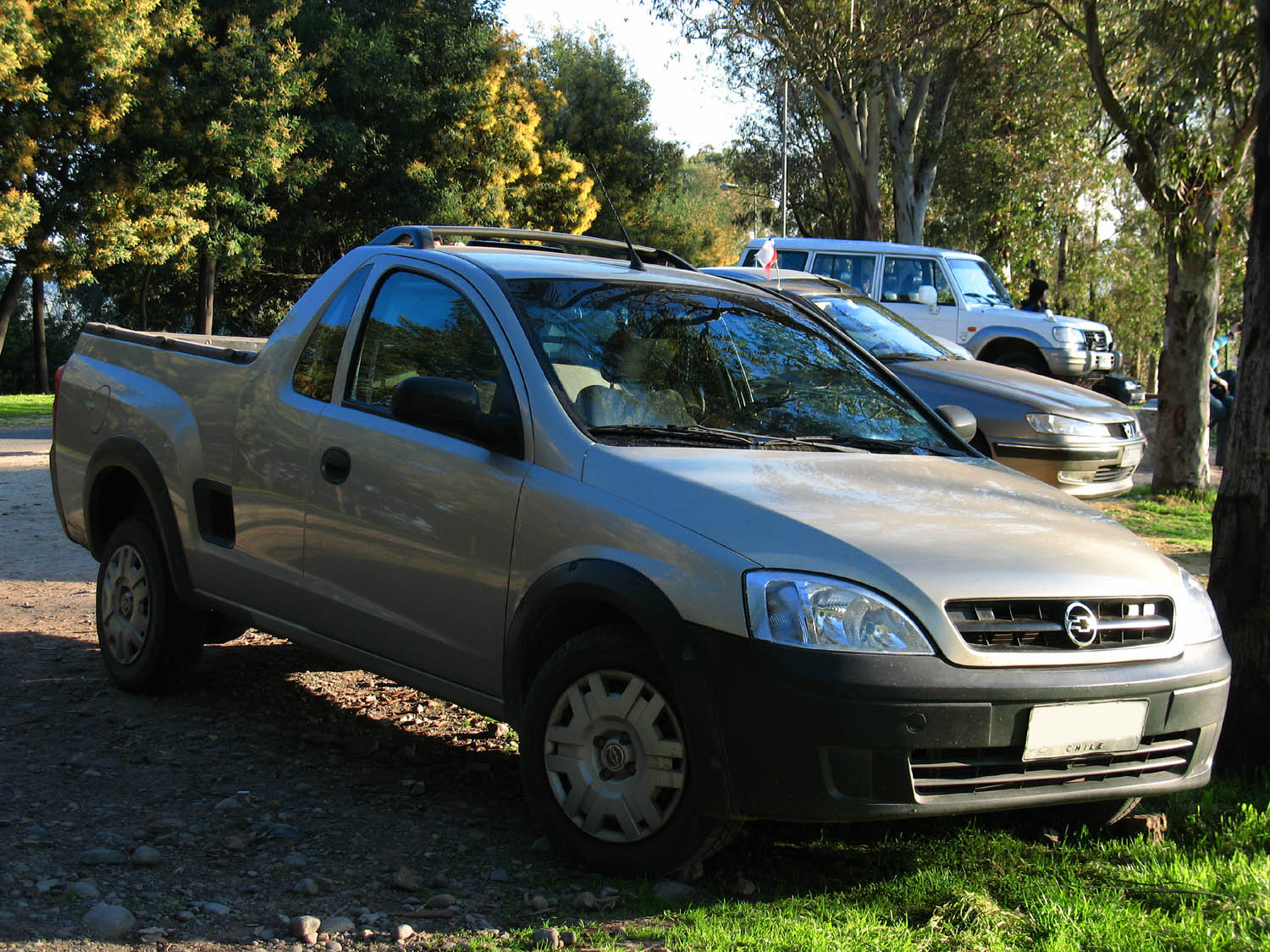
Chevrolet Montana
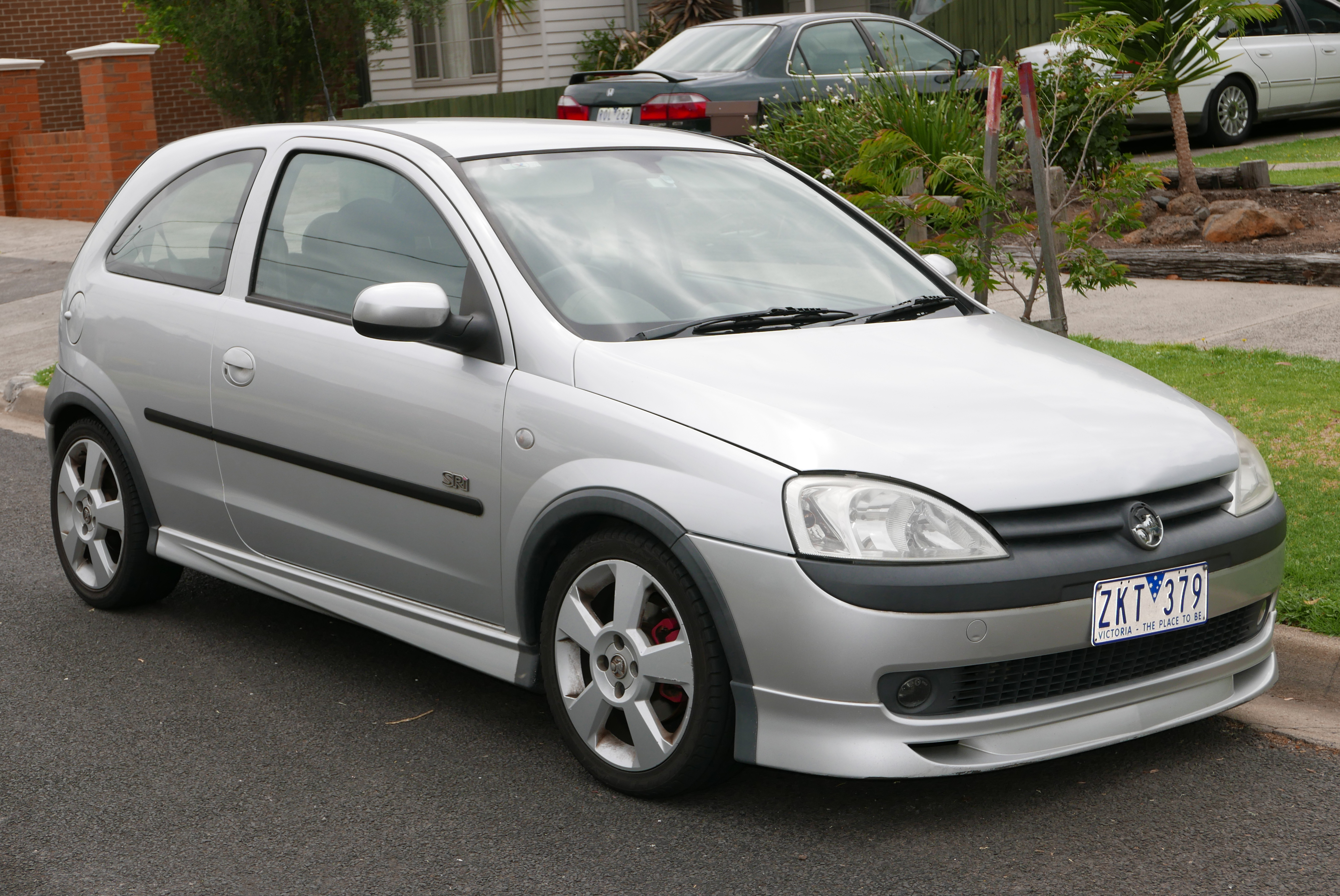
Holden Barina SRi

## Czwarta generacja

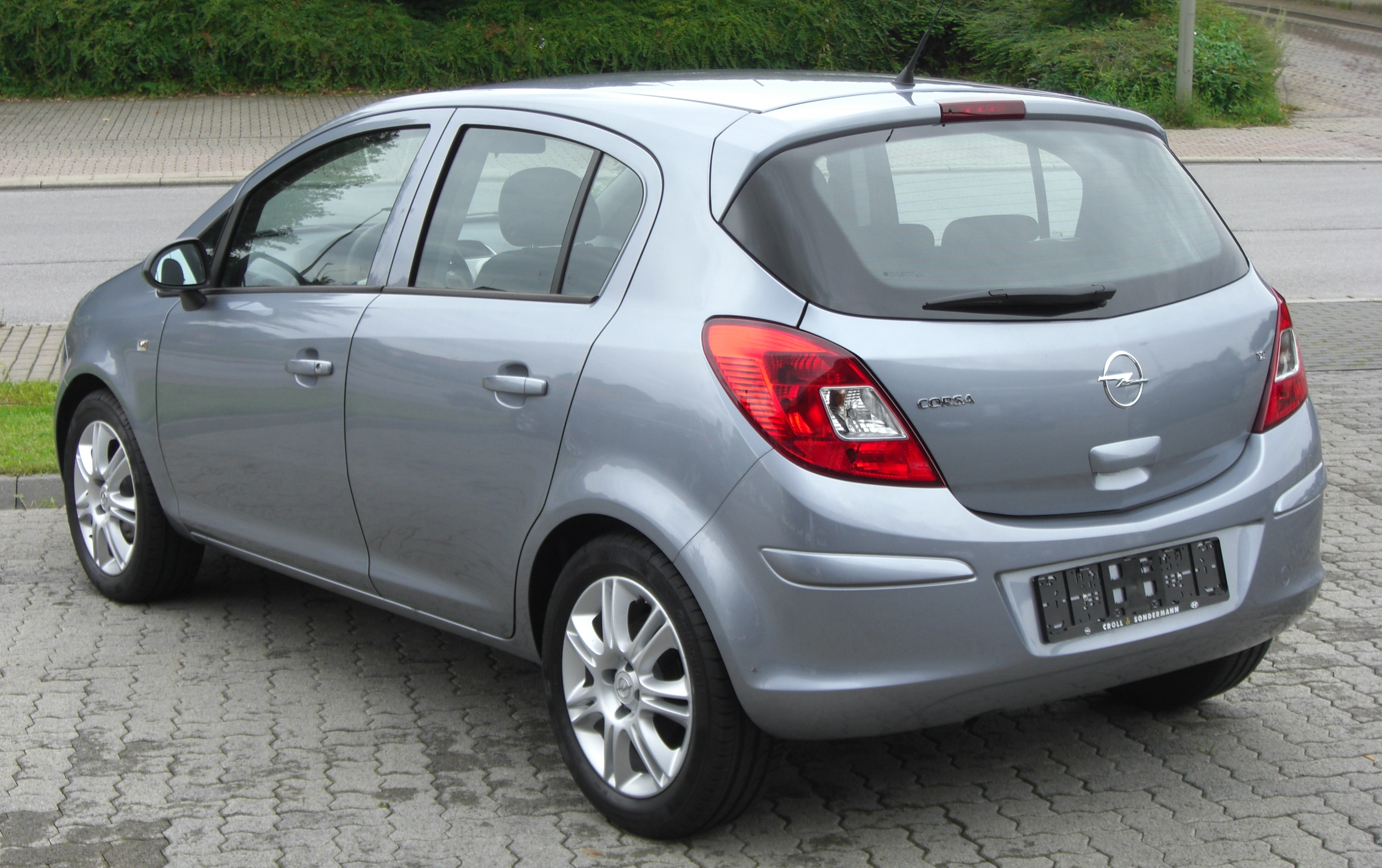
Opel Corsa D – tył

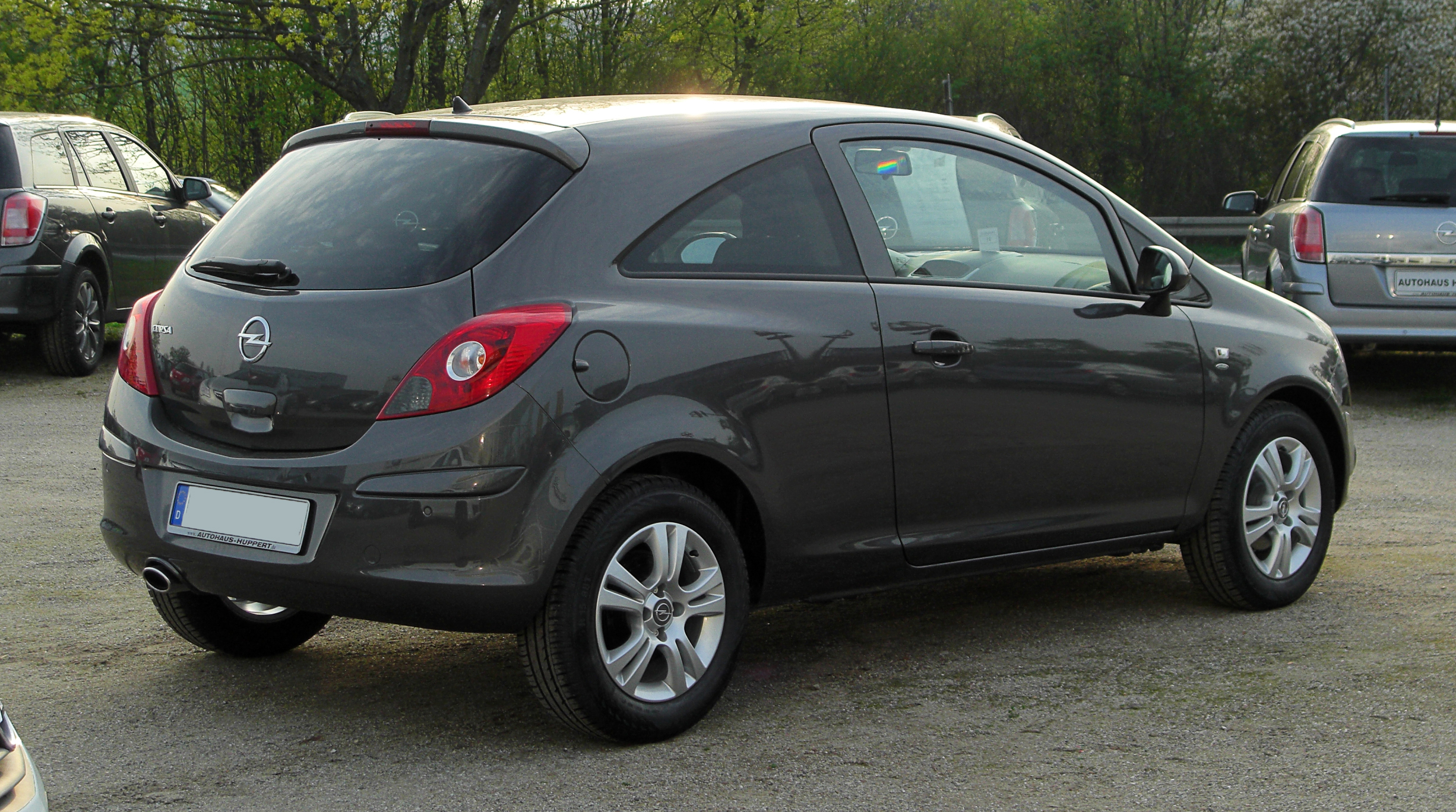
Opel Corsa D w wersji trzydrzwiowej

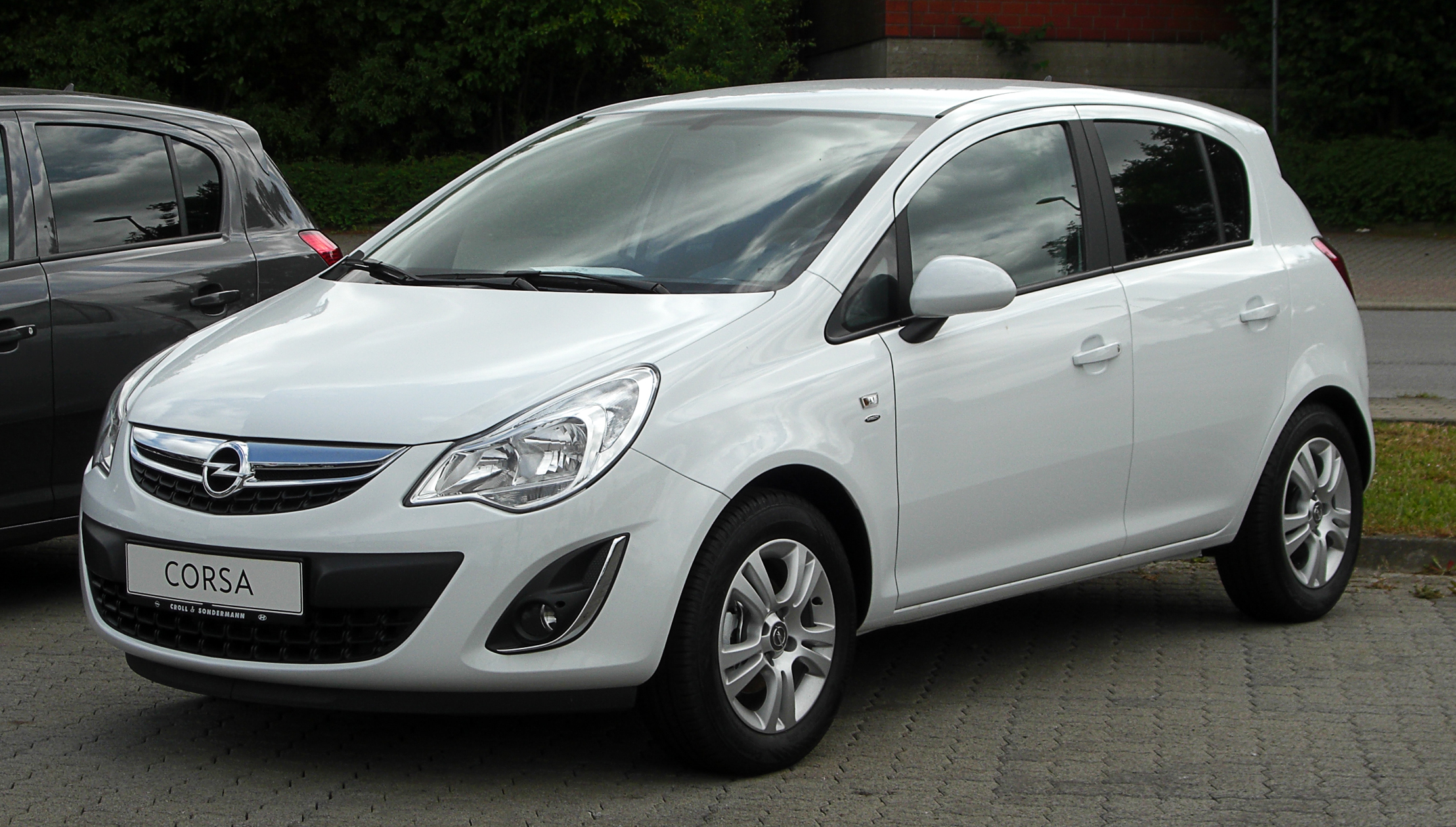
Opel Corsa D po liftingu

Opel Corsa IV został po raz pierwszy zaprezentowany w Londynie w 2006 roku.
Pojazd zbudowany został na nowej platformie SCCS opracowanej przez GM wspólnie z Fiatem, którą dzieli m.in. z Fiatem Grande Punto oraz Alfą Romeo MiTo. Obszerniejszy od poprzedniczki model wyposażony został w system Flex-Fix umożliwiający szerokie konfigurowanie przestrzeni bagażowej. Producent nadał nowej Corsie sportowy charakter, który najbardziej uwidacznia się w modelu trzydrzwiowym, który wygląda jak coupé.
W 2011 roku auto przeszło face lifting, który polegał m.in. na zmianie kształtu reflektorów przednich (np. w miejscu kierunkowskazów zamontowano światła do jazdy dziennej), zmianie wyglądu atrapy chłodnicy oraz obudowy reflektorów przeciwmgielnych.
Najszybsza odmiana małego Opla nazwana OPC wyposażona była w silnik 1.6 o mocy 192 KM, który zapewnia bardzo dobre osiągi. Zewnętrznie auto różni się od wersji "zwykłych" wzornictwem zderzaków i progów, tylnym spoilerem, obniżonym zawieszeniem i zarezerwowanym dla najmocniejszych odmian Opli błękitnym, metalizowanym lakierem.
Opel Corsa D otrzymał pięć gwiazdek w pięciogwiazdkowej skali Euro NCAP. W plebiscycie na Europejski Samochód Roku 2007 zajął 2. pozycję (za Fordem S-MAX).

### Wyposażenie
- Edition
- Essentia
- Enjoy
- GSi
- Cosmo
- Sport
- OPC
- OPC Nürburgring Edition
- Van
- Van Business Edition
- Kaleidoscope – wersja limitowana
- Color Edition – wersja limitowana

### Silniki
| SILNIKI BENZYNOWE                                                                     | 1.0 Twinport      | 1.0 ecoFLEX    | 1.2 Twinport      | 1.2 Twinport   | 1.2 ecoFLEX    | 1.4 Twinport      | 1.4 ecoFLEX     | 1.4 Turbo          | 1.6 Turbo         | 1.6 Turbo         | 1.6 Turbo         | 1.6 Turbo OPC     | 1.6 Turbo OPC Nürburgring Edition |
| ------------------------------------------------------------------------------------- | ----------------- | -------------- | ----------------- | -------------- | -------------- | ----------------- | --------------- | ------------------ | ----------------- | ----------------- | ----------------- | ----------------- | --------------------------------- |
| Oznaczenie silnika                                                                    | Z10XEP            | A10XEP         | Z12XEP            | A12XEL         | A12XER         | Z14XEP            | A14XER          | A14NEL             | Z16LEL            | A16LEL            | Z16LER            | A16LER            | A16LES                            |
| Pojemność skokowa (cm3)                                                               | 998               | 998            | 1229              | 1229           | 1229           | 1364              | 1398            | 1364               | 1598              | 1598              | 1598              | 1598              | 1598                              |
| Moc silnika, KM (KW) / obr./min                                                       | 60 (44) / 5600    | 65 (48) / 5300 | 80 (59) / 5600    | 69 (51) / 4000 | 86 (63) / 5600 | 90 (66) / 5600    | 101 (74) / 6000 | 120 (88) 4800-6000 | 150 (110) / 5000  | 150 (110) / 5000  | 192 (141) / 5850  | 192 (141) / 5850  | 210 (155) / 5850                  |
| Moment obrotowy (Nm / obr./min)                                                       | 88 / 3800         | 90 / 4000      | 110 / 4000        | 115 / 4000     | 115 / 4000     | 125 / 4000        | 130 / 4000      | 175 / 1750-4800    | 210 / 1850-5000   | 210 / 1850-5000   | 230 / 1980-5850   | 230 / 1980-5850   | 250 / 2250-5850                   |
| Średnica cylindra (mm)                                                                | 73,4              | 73,4           | 73,4              | 73,4           | 73,4           | 73,4              | 73,4            | 72.5               | 79,0              | 79,0              | 79,0              | 79,0              | 79,0                              |
| Skok tłoka (mm)                                                                       | 78,6              | 78,6           | 72,6              | 72,6           | 72,6           | 80,6              | 82,6            | 82,6               | 81,5              | 81,5              | 81,5              | 81,5              | 81,5                              |
| Stopień sprężania                                                                     | 10,5              | 10,5           | 10,5              | 10,5           | 10,5           | 10,5              | 10,5            | 9.5                | 8,8               | 8,8               | 8,8               | 8,8               | ?                                 |
| Liczba cylindrów/zaworów na cylinder                                                  | 3/4               | 3/4            | 4/4               | 4/4            | 4/4            | 4/4               | 4/4             | 4/4                | 4/4               | 4/4               | 4/4               | 4/4               | 4/4                               |
| Sterownik silnika                                                                     | Motronic ME 7.6.2 | ?              | Motronic ME 7.6.2 | ?              | ?              | Motronic ME 7.6.2 | ?               | ?                  | Motronic ME 7.6.3 | Motronic ME 7.6.4 | Motronic ME 7.6.3 | Motronic ME 7.6.4 | ?                                 |
| Paliwo: benzyna bezołowiowa (min. liczba oktanów): zalecana/dopuszczalna/dopuszczalna | 95/98/91          | 95/98/91       | 95/98/91          | 95/98/91       | 95/98/91       | 95/98/91          | 95/98/91        | 95/98              | 95/98             | 95/98             | 95/98             | 98/95             | 100/98                            |
| Pojemność układu smarowania (dm3)                                                     | 3,0               | 3,0            | 3,5               | 4,0            | 4,5            | 4,0               | 3,0             | 4.0                | 4,5               | 4,5               | 4,5               | 4,5               | 4,5                               |
| Skrzynia biegów                                                                       | F13+              | F13+           | F13+              | F13+           | F13+           | F13+; A13-II      | F13+; A13-II    | F17WR              | M32WR             | M32WR             | ?                 | ?                 | ?                                 |
| Norma emisji spalin                                                                   | EURO 4            | EURO 5         | EURO 4            | EURO 5         | EURO 5         | EURO 4            | EURO 5          | EURO 5             | EURO 4            | EURO 5            | EURO 4            | EURO 5            | EURO 5                            |

| SILNIKI WYSOKOPRĘŻNE                 | 1.3 CDTI                         | 1.3 CDTI                         | 1.3 CDTI        | 1.3 CDTI        | 1.3 CDTI ecoFLEX | 1.7 CDTI         | 1.7 CDTI        |
| ------------------------------------ | -------------------------------- | -------------------------------- | --------------- | --------------- | ---------------- | ---------------- | --------------- |
| Oznaczenie silnika                   | Z13DTJ                           | Z13DTH                           | A13DTC          | A13DTR          | A13DTE           | Z17DTR           | A17DTS          |
| Pojemność skokowa (cm3)              | 1248                             | 1248                             | 1248            | 1248            | 1248             | 1686             | 1686            |
| Moc silnika, KM (KW) / obr./min      | 75 (55) / 4000                   | 90 (66) / 4000                   | 75 (55) / 4000  | 95 (70) / 4000  | 95 (70) / 4000   | 125 (92) / 4000  | 131 (96) / 4000 |
| Moment obrotowy (Nm / obr./min)      | 170 / 1750-2500                  | 200 / 1750-2500                  | 190 / 1750-2250 | 210 / 1750-2500 | 190 / 1750-3250  | 280 / 2300       | 300 / 2000-2500 |
| Średnica cylindra (mm)               | 69,6                             | 69,6                             | 69,6            | 69,6            | 69,6             | 79,0             | 79,0            |
| Skok tłoka (mm)                      | 82,0                             | 82,0                             | 82,0            | 82,0            | 82,0             | 86,0             | 86,0            |
| Stopień sprężania                    | 18,0                             | 18,0                             | ?               | ?               | ?                | 18,0             | 16,5            |
| Liczba cylindrów/zaworów na cylinder | 4/4                              | 4/4                              | 4/4             | 4/4             | 4/4              | 4/4              | 4/4             |
| Sterownik silnika                    | CR, Magneti Marelli Multijet 6JO | CR, Magneti Marelli Multijet 602 | CR ?            | CR ?            | CR ?             | CR, Denso DECe1C | ?               |
| Pojemność układu smarowania (dm3)    | ?                                | ?                                | ?               | ?               | ?                | 5,4              | 5,4             |
| Skrzynia biegów                      | F17                              | M20                              | ?               | ?               | M32              | M32              | ?               |
| Norma emisji spalin                  | EURO 4                           | EURO 4                           | EURO 5          | EURO 5          | EURO 5           | EURO 4           | EURO 5          |

Oznaczenia literowe i cyfrowe silników:
| Z                                          | 12                                          | X | E | R                                                                          |
| ------------------------------------------ | ------------------------------------------- | --- | --- | -------------------------------------------------------------------------- |
| Klasa czystości spalin: Z-Euro 4, A-Euro 5 | Pojemność skokowa: np. 12 to około 1200 cm3 | Stopień sprężania: G – poniżej 8.5; L – 8.5-9.0; S – 9.5-10.0; X – 10.5-11.5; Y ponad 11.5; w przypadku silnika Diesla stopień sprężania w oznaczeniu nie jest podawany | Sposób tworzenia mieszanki: Z – jednopunktowy wtrysk paliwa; E – wielopunktowy wtrysk mieszanki paliwa; D – wtrysk oleju napędowego | Wykonanie: R – podwyższona moc; L – zmniejszona moc; T – turbodoładowanie; |

## Piąta generacja

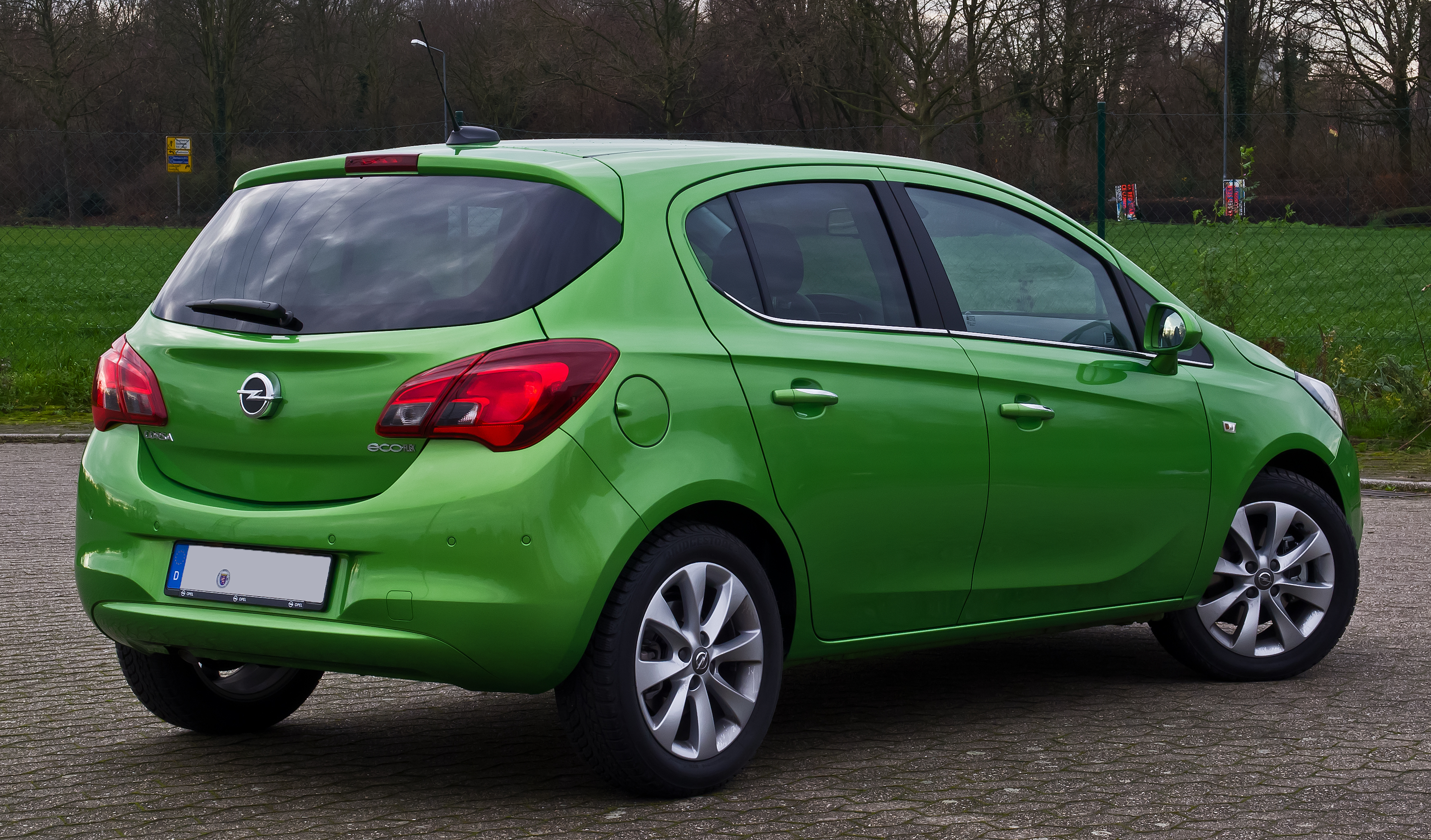
Opel Corsa E – tył

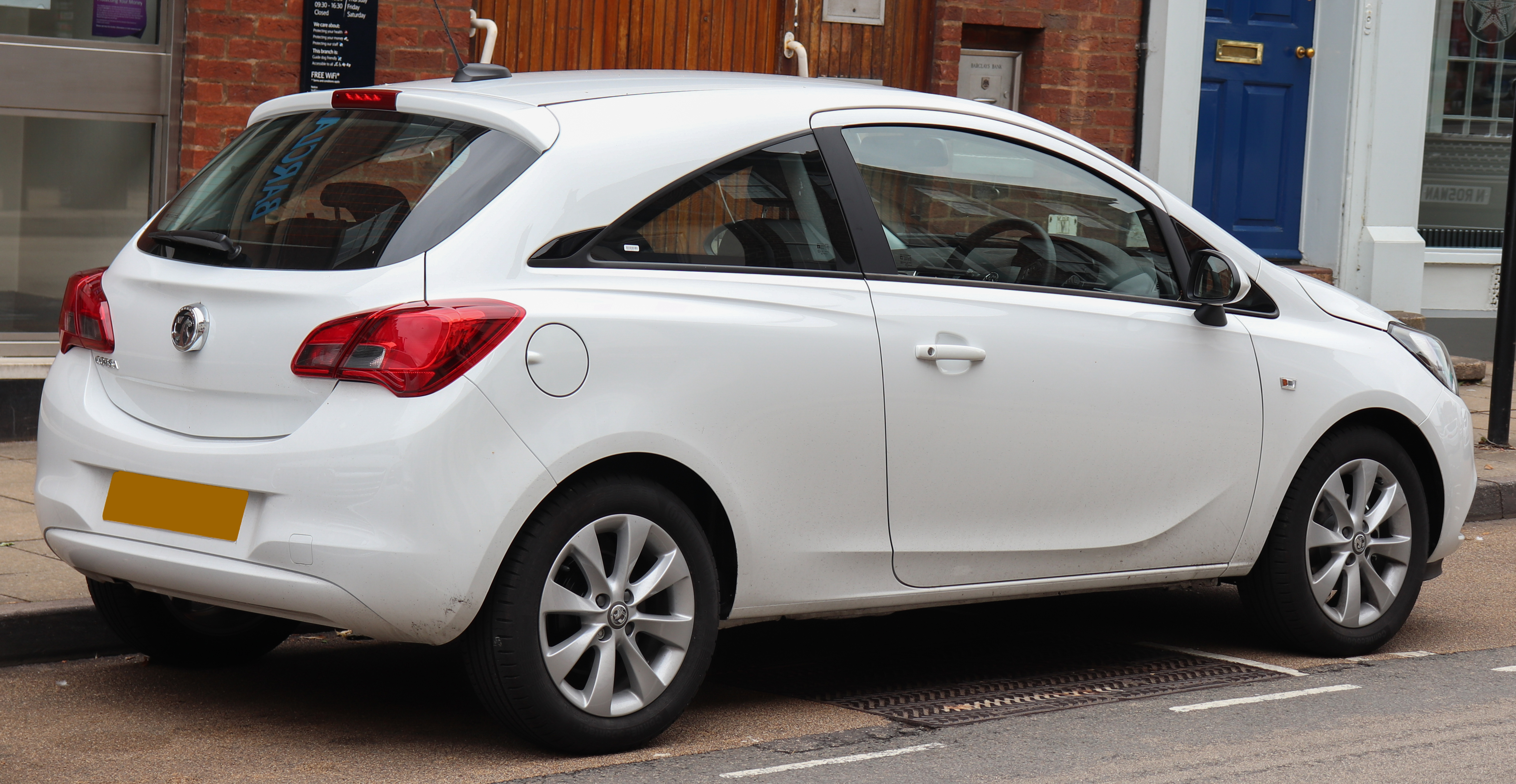
Opel Corsa E – wersja trzydrzwiowa

Opel Corsa V został po raz pierwszy zaprezentowany podczas targów motoryzacyjnych w Paryżu w październiku 2014 roku.
Opel Corsa E de facto nie jest całkowicie nową generacją, a głęboko zmodyfikowaną Corsą D. Auto zostało zbudowane na tej samej płycie podłogowej, co Corsa D. W stosunku do poprzedniej generacji pojazd otrzymał całkowicie nową przednią część nadwozia oraz przeprojektowany tył.
Znacznie zmieniła się również gama jednostek napędowych. Do oferty został wprowadzony nowy aluminiowy, trzycylindrowy benzynowy silnik 1.0 ECOTEC Direct Injection Turbo o mocy 90 lub 115 KM. Ponadto gama silników benzynowych obejmuje także 4‑cylindrowe jednostki o pojemnościach 1.2 i 1.4. Znacznej modernizacji poddano turbodoładowany silnik 1.4 o mocy 100 KM. Osiąga on 200 Nm momentu obrotowego, jest to najwyższa wartość w  gamie zespołów napędowych Corsy. Modernizacji poddano również dobrze znane jednostki wysokoprężne 1.3 CDTI o mocy 75 KM i 95 KM.
Na rok modelowy 2016 poczyniono zmiany w Corsie. Wprowadzono system OnStar, dodano silnik 1.4 z fabryczną instalacją LPG, oraz wprowadzono usportowioną wersję OPC.

### Wersje wyposażeniowe
- Essentia
- Enjoy
- Color Edition
- Cosmo
- OPC Line – wersja charakteryzująca się agresywniejszą stylistyką wyposażona m.in. w nakładki na zderzakach i progach, spojler dachowy, czarne detale, chromowaną końcówkę układu wydechowego, spłaszczoną na dole kierownicę, skórzaną gałkę zmiany biegów oraz metalowe nakładki na pedały[12].
- OPC – samochód w tej wersji debiutował w lutym 2015 roku. Auto jest napędzane benzynowym silnikiem 1.6 Turbo Ecotec. Jednostka ta generuje aż 204 KM mocy. Samochód posiada sportowe zawieszenie i fotele, a do 100 km/h przyśpiesza w 6,8 s. Za hamowanie odpowiadają wzmocnione hamulce Brembo[13].

Standardowe wyposażenie podstawowej wersji pojazdu obejmuje m.in. system stabilizacji toru jazdy ESC, 6 poduszek powietrznych, centralny zamek z pilotem, elektryczne sterowanie szyb przednich, system wspomagania ruszania na wzniesieniach oraz tryb ułatwiający manewrowanie kierownicą przy niskich prędkościach (City).
Opcjonalnie auto wyposażyć można m.in. w zaawansowanego asystenta parkowania, system ostrzegania o obecności innego pojazdu w martwym polu (Side Blind Spot Alert), system multimedialny IntelliLink z 7-calowym ekranem dotykowym, przednią kamerę Opel Eye II generacji z funkcją rozpoznawania znaków drogowych, systemem ostrzegania przed niezamierzonym zjazdem z pasa ruchu (LDW), automatycznymi światłami drogowymi (HBA), układem monitorowania odległości od poprzedzającego pojazdu i systemem ostrzegającym o zagrożeniu kolizją czołową (FCA).

### Silniki
| Silnik                | Pojemność skokowa [cm³] | Typ silnika        | Moc maksymalna [KM] przy obr/min | Maks. moment obrotowy [Nm] przy obr/min | Przyspieszenie 0-100 km/h [s] | Prędkość maks. [km/h] | Zużycie paliwa (cykl mieszany) [l/100 KM] | Lata produkcji     |                    |                    |
| Silniki benzynowe:    | Silniki benzynowe:      | Silniki benzynowe: | Silniki benzynowe:               | Silniki benzynowe:                      | Silniki benzynowe:            | Silniki benzynowe:    | Silniki benzynowe:                        | Silniki benzynowe: | Silniki benzynowe: | Silniki benzynowe: |
| --------------------- | ----------------------- | ------------------ | -------------------------------- | --------------------------------------- | ----------------------------- | --------------------- | ----------------------------------------- | ------------------ | ------------------ | ------------------ |
| 1.2 TwinPort          | 1229                    | R4 DOHC            | 70 (51) przy 5600                | 115 przy 4000                           | 16,0                          | 162                   | 5,8                                       | 2014 – 2019        |                    |                    |
| 1.4 TwinPort          | 1398                    | R4 DOHC            | 75 (55) przy 6000                | 130 przy 4000                           | 14,0                          | 167                   | 5,8                                       | 2014 – 2019        |                    |                    |
| 1.4 TwinPort          | 1398                    | R4 DOHC            | 90 (66) przy 6000                | 130 przy 4000                           | 13,2                          | 175                   | 5,8                                       | 2014 – 2019        |                    |                    |
| 1.0 Turbo             | 999                     | R3 DOHC            | 90 (66) przy 3700                | 170 przy 1800-3700                      | 11,9                          | 180                   | 5,0                                       | 2014 – 2019        |                    |                    |
| 1.4 Turbo             | 1364                    | R4 DOHC            | 100 (74) przy 3500               | 200 przy 1850-3500                      | 11,0                          | 185                   | 5,8                                       | 2014 – 2019        |                    |                    |
| 1.0 Turbo             | 999                     | R3 DOHC            | 115 (85) przy 5000               | 170 przy 1800-4500                      | 10,3                          | 195                   | 5,0                                       | 2014 – 2018        |                    |                    |
| 1.4 Turbo GSi         | 1364                    | R4 DOHC            | 150 (110) przy 5000              | 220 przy 3000-4500                      | 8,9                           | 207                   | 6,4                                       | 2018 – 2019        |                    |                    |
| 1.6 Turbo OPC         | 1598                    | R4 DOHC            | 207 KM                           | 245 Nm                                  | 6,8                           | 230                   | 7,5                                       | 2017 – 2018        |                    |                    |
| Silniki wysokoprężne: |                         |                    |                                  |                                         |                               |                       |                                           |                    |                    |                    |
| 1.3 CDTi              | 1248                    | R4                 | 75 (55) przy 3750                | 190 przy 1500-2500                      | 14,8                          | b.d.                  | 3,4                                       | 2014 – 2018        |                    |                    |
| 1.3 CDTi              | 1248                    | R4                 | 95 (70) przy 3750                | 190 przy 1500-3500                      | 11,9                          | 182                   | 3,8                                       | 2014 – 2018        |                    |                    |

## Szósta generacja

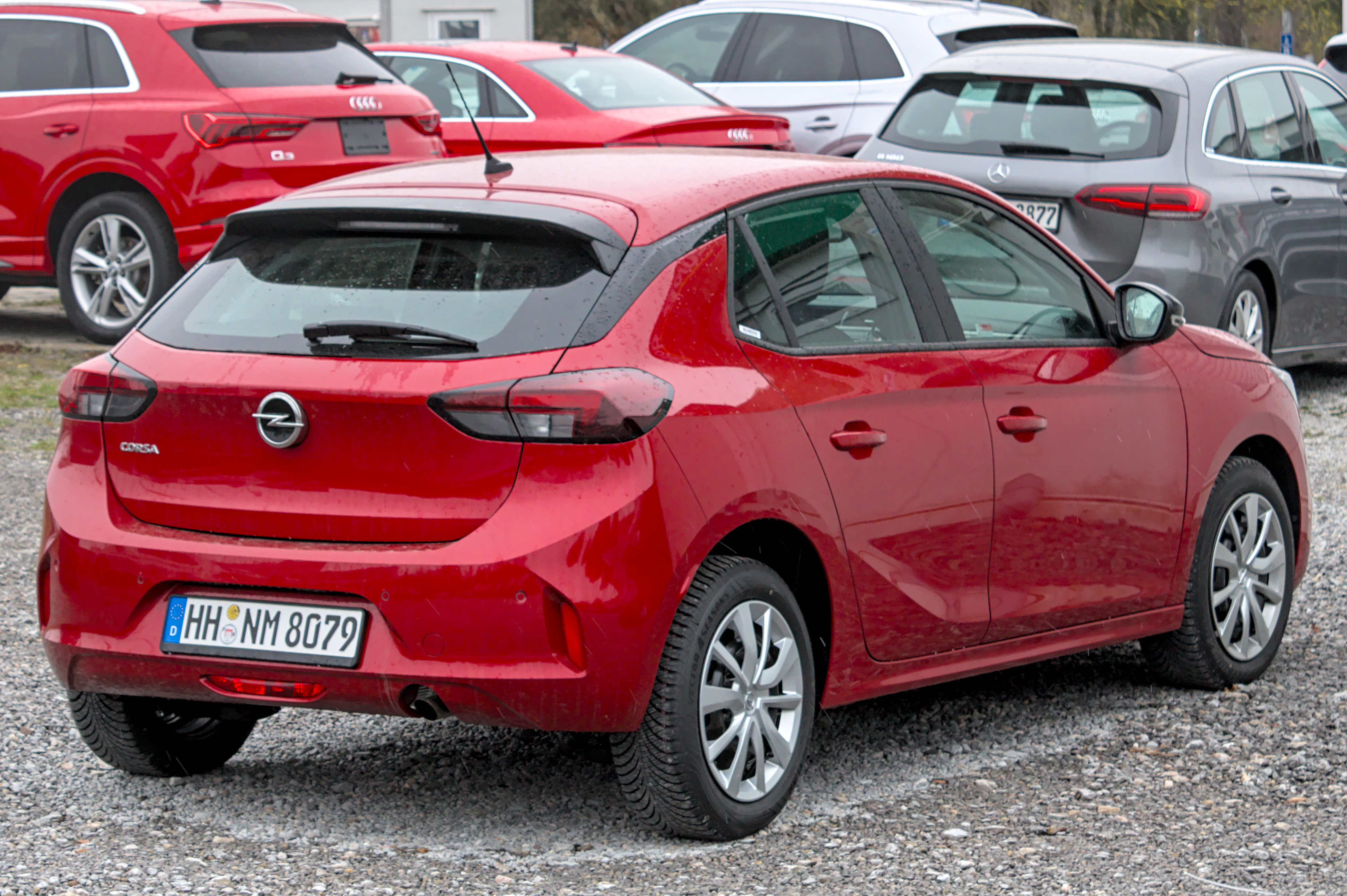
Opel Corsa F – tył

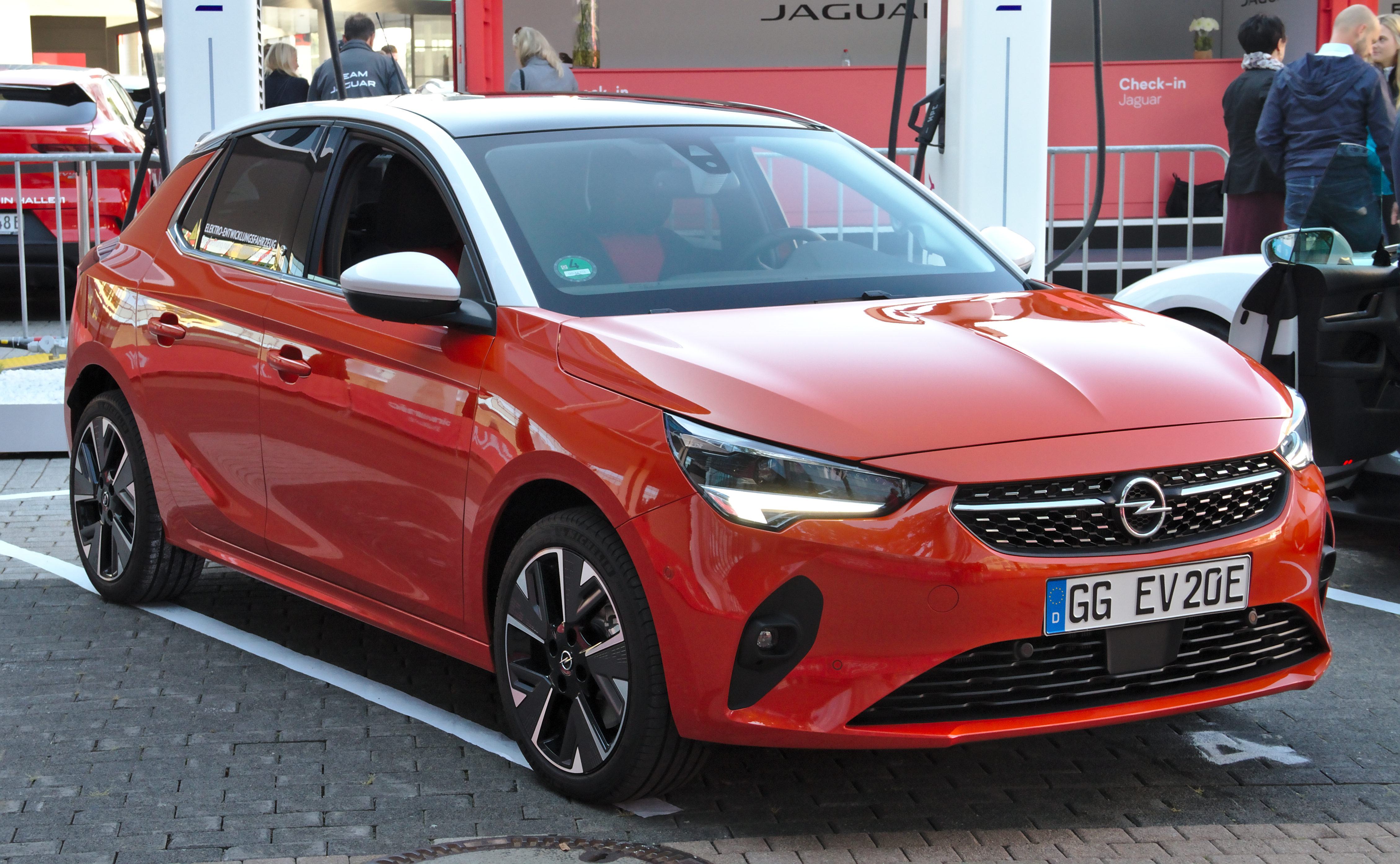
Opel Corsa-e

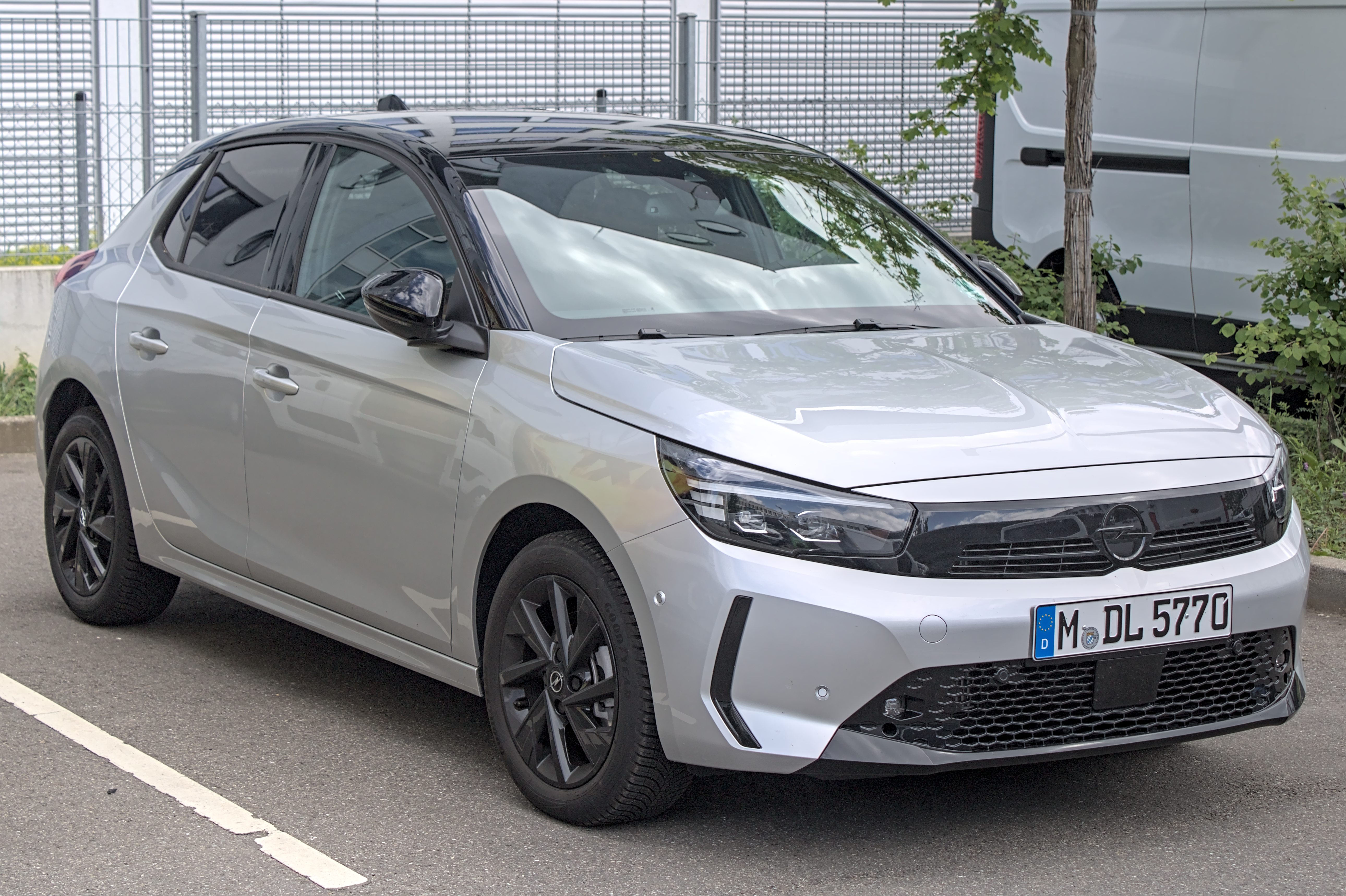
Opel Corsa F po liftingu

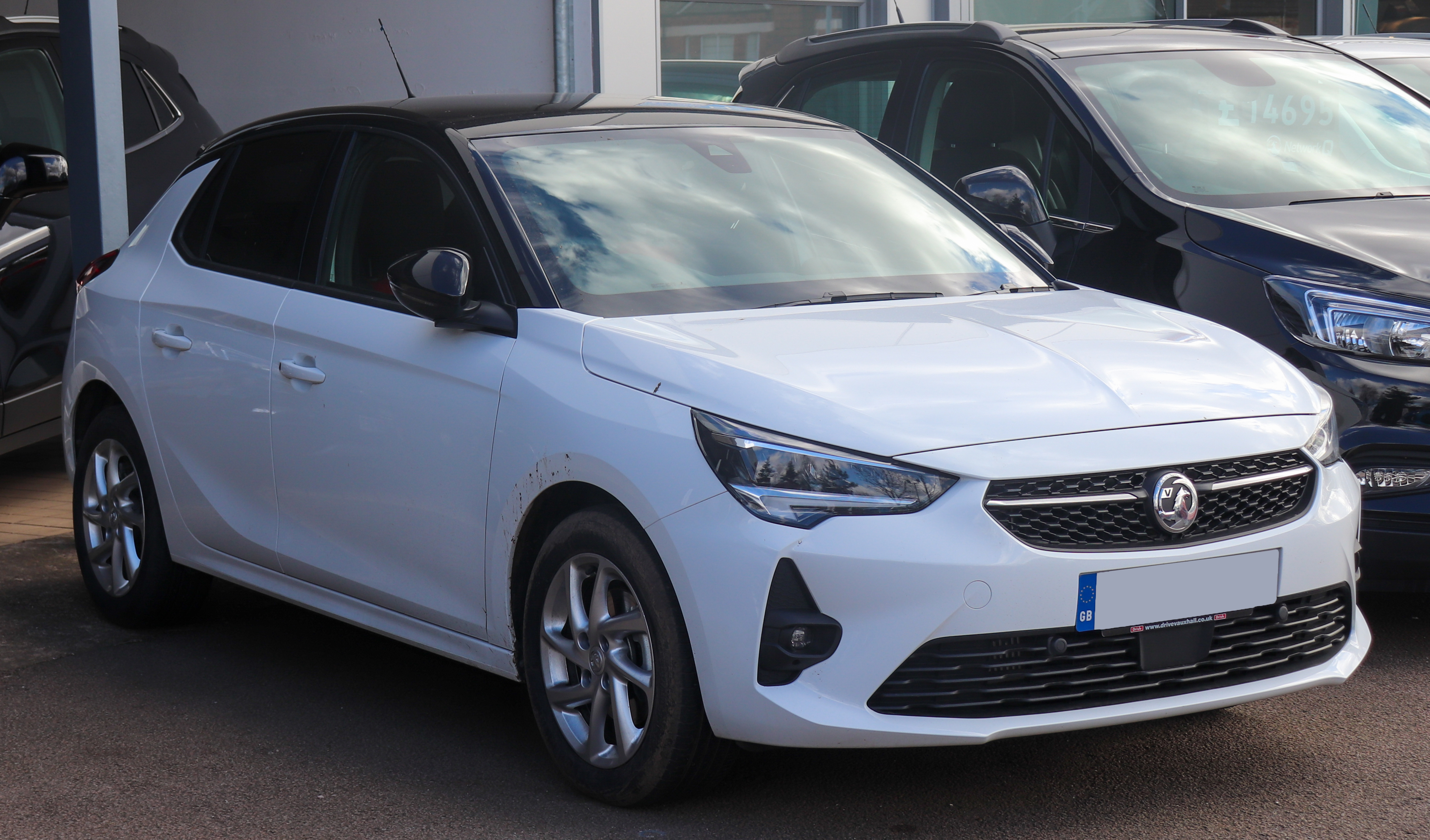
brytyjski Vauxhall Corsa SRi

Opel Corsa VI został zaprezentowany po raz pierwszy w maju 2019 roku.
Szósta generacja Corsy to pierwsze, zupełnie nowe wcielenie opracowane od podstaw od czasu premiery czwartej generacji w 2006 roku.
Samochód pierwotnie powstał pod pieczą konstruktorów General Motors i miał zostać zaprezentowany w 2017 roku, jednak spodziewana data premiery zbiegła się z przejęciem Opla przez koncern PSA Peugeot Citroën. Nowy, francuski właściciel anulował premierę dotychczasowego projektu szóstej generacji Corsy i zarządził opracowanie tego modelu jeszcze raz od nowa, tym razem w oparciu o technologię Peugeota.
Co ciekawe, odrzucony przez PSA pierwotny projekt Corsy VI został wykorzystany przez chiński oddział marki Buick. Jako miejski sedan, samochód jest produkowany od lipca 2018 roku w Szanghaju jako druga generacja modelu Buick Excelle.
Nowa Corsa została opracowana w rekordowym czasie 2 lat i ostatecznie doczekała się premiery późną wiosną 2019 roku. Prezentacja modelu miała miejsce w czerwcu, jednak z powodu wycieku zdjęć do internetu wygląd modelu dotarł do wiadomości publicznej już w połowie maja.
Corsa szóstej generacji jest bliźniaczym modelem w stosunku do przedstawionej kilka miesięcy wcześniej drugiej generacji Peugeota 208 i zarazem blisko spokrewniona z produkowanym od 2016 roku Citroenem C3. Widać to po charakterystycznej sylwetce, która wyróżnia się długą przednią maską, krótkimi tylnymi drzwiami i dużym rozstawem osi. W stosunku do poprzednika nowa Corsa jest dłuższa, szersza i właśnie – niższa.
Produkcja modelu rozpoczęła się już w pierwszej połowie 2019 roku, jednak pierwsze sztuki trafiły do salonów dopiero na początku 2020 roku. Po raz pierwszy w historii Corsa oferowana jest zarówno w wersji benzynowej i wysokoprężnej, jak i elektrycznej. Jest to zarazem najmocniejszy wariant w gamie. Do wyboru nie ma już 3-drzwiowego hatchbacka. 

### Lifting
W maju 2023 roku samochód przeszedł kompleksową modernizację. Otrzymał charakterystyczny pas przedni tzw. Opel Vizor. W miejscu "klasycznego" grilla pojawił się nowy element, który łączy ze sobą reflektory LED. Zmieniły się również wloty powietrza. Teraz samochód ma sprawiać wrażenie mocniej osadzonego na drodze. Z kolei z tyłu napis "CORSA" zdobi centralną część klapy bagażnika. Oprócz tego Corsę po raz pierwszy można nabyć z lakierem Grafik Grey. Ponadto logotyp marki znajdujący się z przodu i z tyłu, w zależności od poziomu wyposażenia, może mieć czarny lub srebrny kolor. 

### Corsa-e
Na początku 2020 roku wprowadzono do sprzedaży elektryczną wersję Opla Corsy. Wykorzystuje ona elektryczny silnik o mocy 136 KM i maksymalnym momencie obrotowym wynoszącym 260 Nm. W pojeździe wykorzystano akumulatory o pojemności 50 kWh, a maksymalny zasięg wynosi 337 km. Według producenta akumulatory naładujemy do 80 procent w ciągu 30 minut. Do pierwszych stu kilometrów na godzinę zelektryfikowaną Corsę rozpędzimy w 8,1 sekundy, a prędkość maksymalna wynosi 150 km/h. W stylistyce i wnętrzu auto pozostaje bez większych różnic w stosunku do wersji spalinowych, jednak niestety wprowadzenie napędu elektrycznego spowodowało podniesienie masy pojazdu o aż 350 kg i zmniejszenie pojemności bagażnika o ok. 40 litrów. W polskich salonach marki ceny zaczynają się od 124 490 zł, samochód możemy zakupić także z rządową dopłatą wynoszącą 18 750 zł.

### Wersje wyposażeniowe[25]
- Corsa
- Edition
- Elegance
- GS Line

Standardowe wyposażenie podstawowej wersji Corsa pojazdu obejmuje m.in. ABS i ESP, układ wspomagający ruszanie pod górę, układ rozpoznawania znaków ograniczenia prędkość, ostrzegania przed kolizją, automatycznego hamowania przy niskich prędkościach, wykrywania zmęczenia kierowcy i utrzymania na pasie ruchu, 7 poduszek powietrznych, elektrycznie regulowane szyby przednie, centralny zamek z pilotem, radio z 4 głośnikami, USB i Bluetooth sterowane z kierownicy, komputer pokładowy, tempomat, elektrycznie regulowane i podgrzewane lusterka, dzieloną tylną kanpę, światła do jazdy dziennej, oraz 15-calowe stalowe obręcze kół.
Bogatsza wersja Edition dodatkowo wyposażona jest w m.in. klimatyzację manualną, nawiewy tylnych siedzeń, klamki zewnętrzne lakierowane pod kolor nadwozia, a także 16-calowe stalowe obręcze kół.
Kolejna w hierarchii wersja Elegance dodatkowo wyposażona została w m.in. system multimedialny z 6 głośnikami, Bluetooth, USB, tunerem cyfrowym DAB i dotykowym ekranem 7 cali, czujnik deszczu, 7-calowy wyświetlacz wskaźników kierowcy, półskórzane siedzenia, elektrycznie regulowane szyby tylne, reflektor, oraz światła przeciwmgielne LED, chromowana listwa okien, oraz 16-calowe aluminiowe felgi.
Najbogatszą wersję GS Line o usportowionej charakterystyce dodatkowo wyposażona została także w m.in. przednie siedzenia sportowe, czarną podsufitkę, aluminiowe nakładki na pedały, światła tylne LED, sportowe zderzaki, a także zawieszenie o charakterystyce sportowej.

### Silniki[25]
| Silnik                | Pojemność skokowa [cm³] | Typ silnika        | Moc maksymalna [KM] przy obr./min | Maks. moment obrotowy [Nm] przy obr./min | Przyspieszenie 0–100 km/h [s] | Prędkość maks. [km/h] |                    |                    |
| Silniki benzynowe:    | Silniki benzynowe:      | Silniki benzynowe: | Silniki benzynowe:                | Silniki benzynowe:                       | Silniki benzynowe:            | Silniki benzynowe:    | Silniki benzynowe: | Silniki benzynowe: |
| --------------------- | ----------------------- | ------------------ | --------------------------------- | ---------------------------------------- | ----------------------------- | --------------------- | ------------------ | ------------------ |
| 1.2                   | 1199                    | R3                 | 75 (55 kW) przy 5750              | 118 Nm przy 2750                         | 13,2                          | 174                   |                    |                    |
| 1.2 Turbo             | 1199                    | R3                 | 100 (74 kW) przy 5500             | 205 Nm przy 1750                         | 9,9                           | 194                   |                    |                    |
| 1.2 Turbo             | 1199                    | R3                 | 130 (96 kW) przy 5500             | 230 Nm przy 1750                         | 8,7                           | 208                   |                    |                    |
| Silniki wysokoprężne: |                         |                    |                                   |                                          |                               |                       |                    |                    |
| 1.5 Diesel            | 1499                    | R4                 | 102 (75 kW) przy 3500             | 250 Nm przy 1750                         | 10,2                          | 188                   |                    |                    |

## Sprzedaż w Polsce
| Rok  | Pozycja | Liczba sprzedanych sztuk | Udział w rynku |
| ---- | ------- | ------------------------ | -------------- |
| 1997 | 10      | 14 653                   | 3,1%           |
| 1998 | b,d,    | b.d.                     | b.d.           |
| 1999 | b,d,    | b.d.                     | b.d.           |
| 2000 | b,d,    | b.d.                     | b.d.           |
| 2001 | 8       | 8 267                    | 2,5%           |
| 2002 | 9       | 9 538                    | 3,1%           |
| 2003 | 7       | 13 233                   | 3,6%           |
| 2004 | 8       | 11 075                   | 3,3%           |
| 2005 | 8       | 7 286                    | 2,9%           |
| 2006 | b,d,    | b.d.                     | b.d.           |
| 2007 | 8       | 7 323                    | 2,3%           |
| 2008 | 7       | 8 111                    | 2,4%           |
| 2009 | b,d,    | b.d.                     | b.d.           |
| 2010 | b,d,    | b.d.                     | b.d.           |
| 2011 | b,d,    | b.d.                     | b.d.           |
| 2012 | 10      | 5 563                    | 1,8%           |
| 2013 | b,d,    | b.d.                     | b.d.           |
| 2014 | 9       | 7 160                    | 2,2%           |
| 2015 | b,d,    | b.d.                     | b.d.           |
| 2016 | 14      | 6 767                    | b.d.           |
| 2017 | 16      | 6 604                    | 1,4%           |
| 2018 | 20      | 6 127                    | 1,2%           |
| 2019 | 16      | 7 187                    | 1,3%           |
| 2020 | 29      | 3 569                    | 0,9%           |